# Автомобильная шина

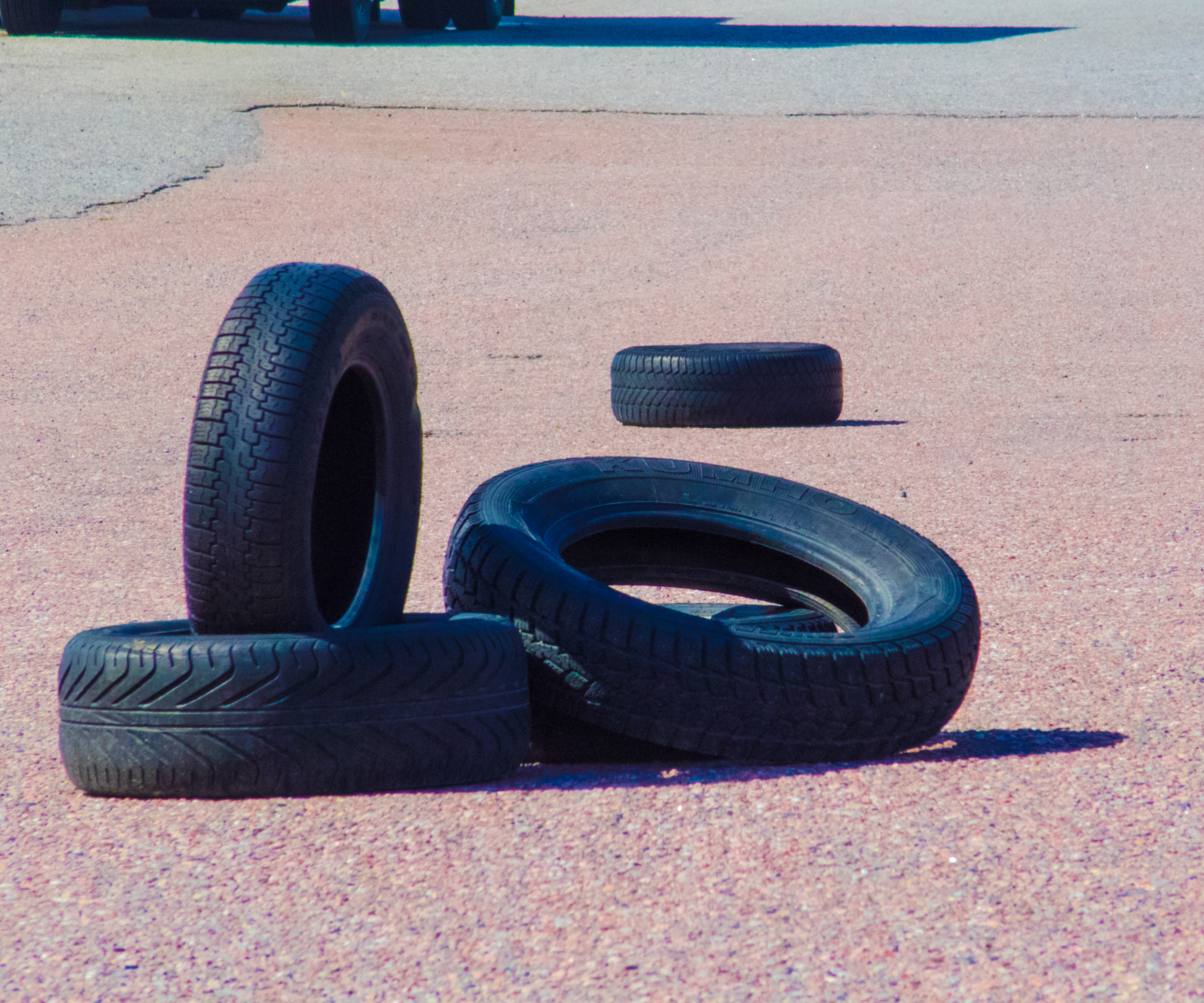
Шины для легковых автомобилей.

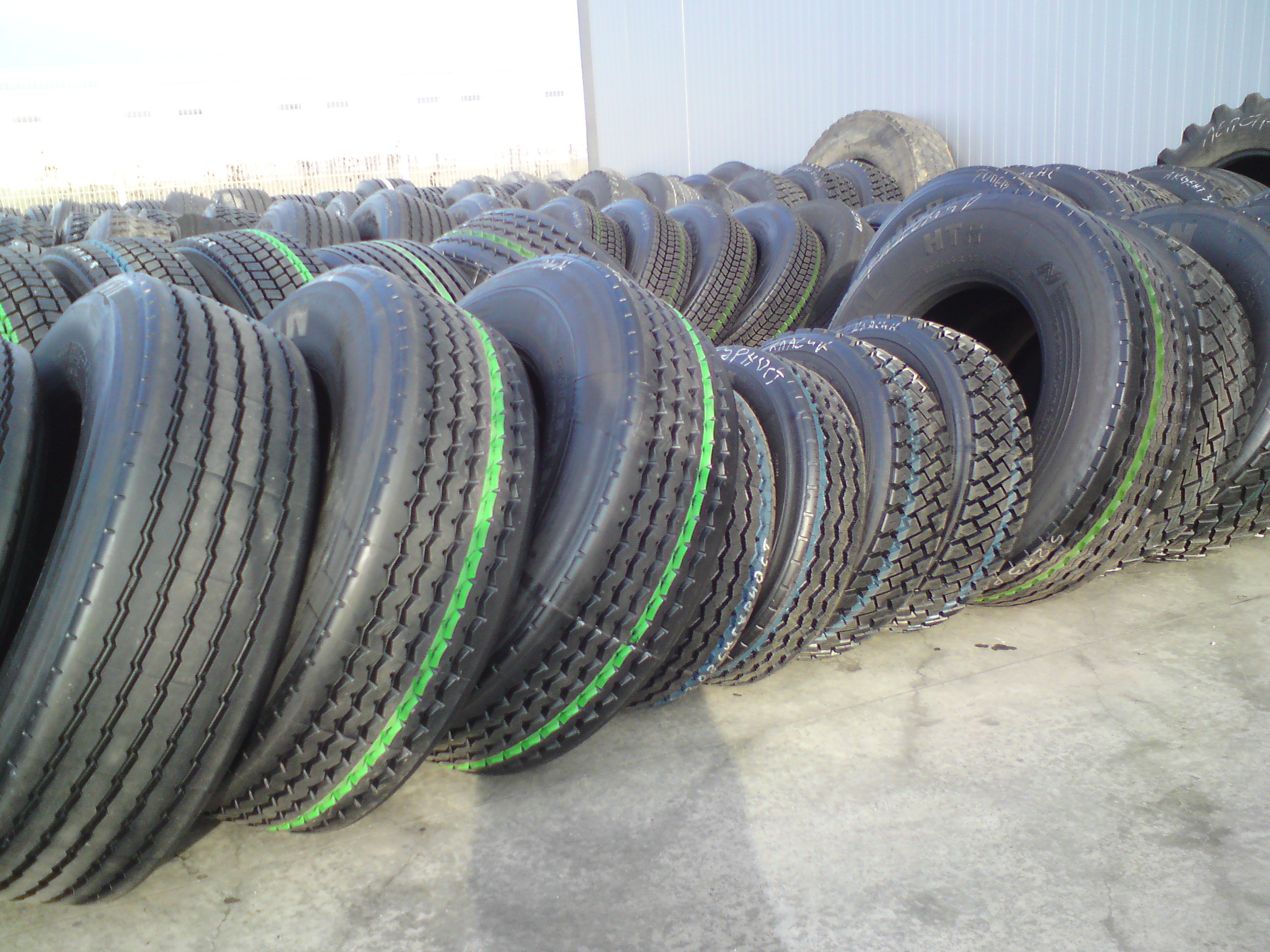
Шины для грузовых автомобилей.

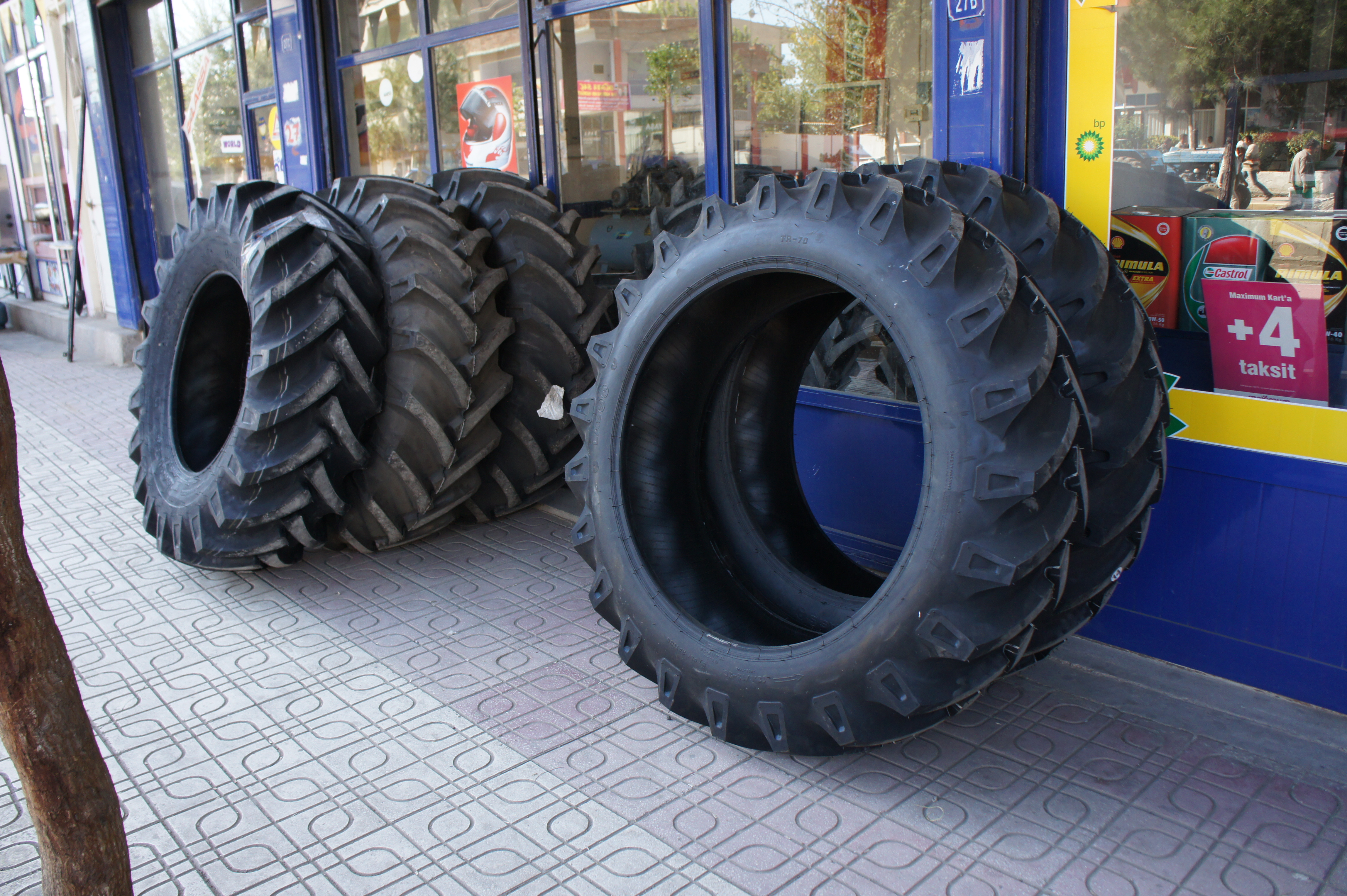
Тракторные шины.

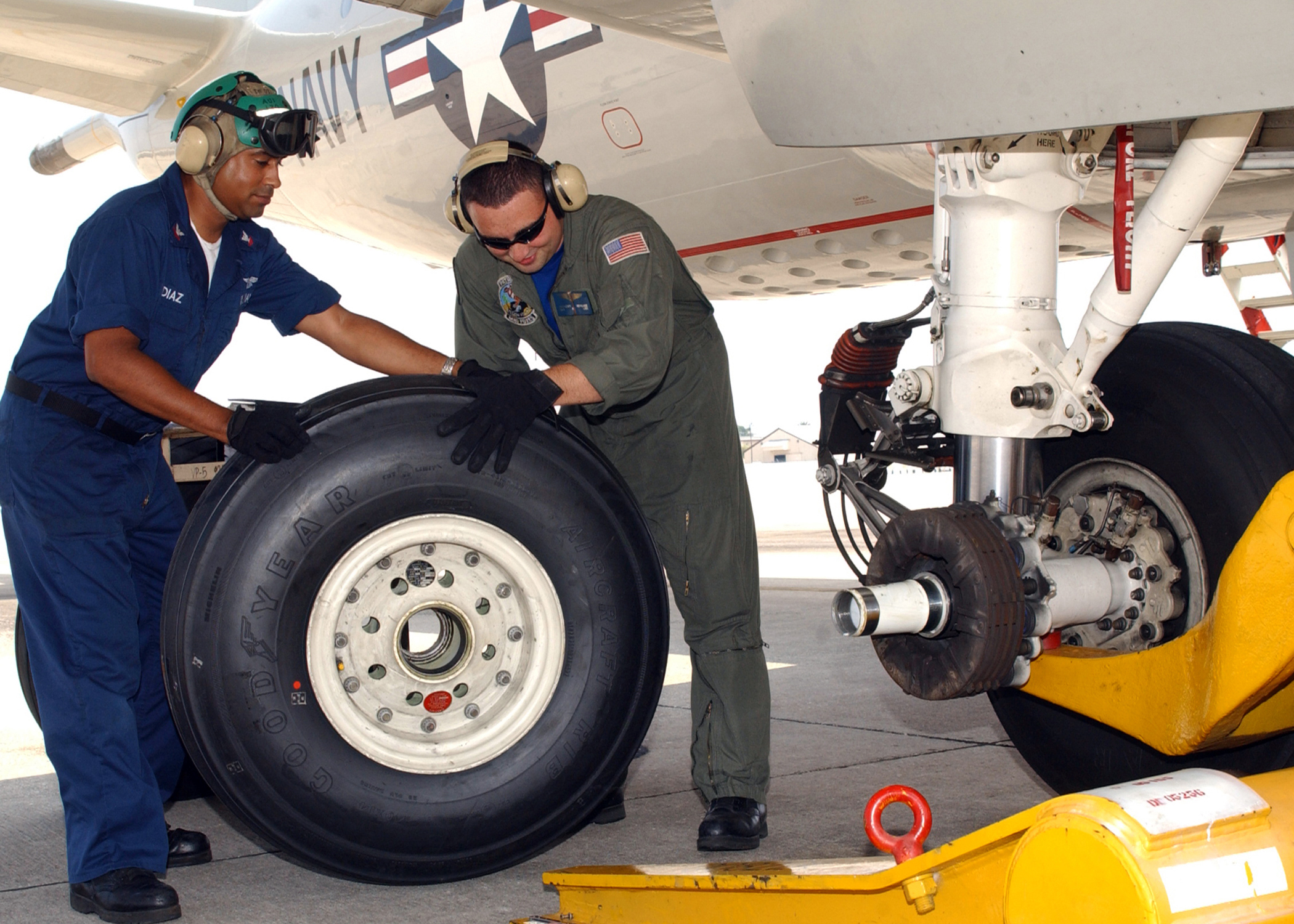
Замена авиационного колеса

Автомобильная шина — один из наиболее важных элементов колеса, представляющий собой упругую резино-металло-тканевую оболочку, установленную на обод диска. Шина обеспечивает контакт транспортного средства с дорожным полотном, предназначена для поглощения незначительных колебаний, вызываемых несовершенством дорожного покрытия, компенсации погрешности траекторий колёс, реализации и восприятия сил. Отработанные покрышки являются отходами IV класса опасности.
В общепринятой в российском автомобилестроении терминологии колесом называется только узел, расположенный между шиной и ступицей, но без самой шины, состоящий, в свою очередь, из обода, на который сажается шина, и диска или спиц, служащих для соединения обода со ступицей. Шина, в свою очередь, включает в себя покрышку, камеру (для камерных шин) и ободную ленту (например, в велосипедных колёсах). В этой статье данная терминология не соблюдается.

## История
Первая в мире резиново-парусинная шина была сделана Робертом Уильямом Томсоном. В патенте № 10990, датированным 10 июня 1846 года, написано: «Суть моего изобретения состоит в применении эластичных опорных поверхностей вокруг ободьев колёс экипажей с целью уменьшения силы, необходимой для того, чтобы тянуть экипажи, тем самым, облегчая движение и уменьшая шум, который они создают при движении». Патент Томсона написан на очень высоком уровне. В нём изложена конструкция изобретения, а также материалы, рекомендуемые для его изготовления. Шина накладывается на колесо с деревянными спицами, вставленными в деревянный обод, обитый металлическим обручем. Сама шина состояла из двух частей: камеры и наружного покрытия. Камера изготавливалась из нескольких слоёв парусины, пропитанной и покрытой с обеих сторон натуральным каучуком или гуттаперчей в виде раствора. Наружное покрытие состояло из соединённых заклёпками кусков кожи. Томсон оборудовал экипаж воздушными колёсами и провёл испытания, измеряя силу тяги экипажа. Испытания показали уменьшение силы тяги на 38 % на щебёночном покрытии и на 68 % на покрытии из дроблёной гальки. Особо отмечались бесшумность, удобство езды и лёгкий ход кареты на новых колёсах. Результаты испытаний были опубликованы в журнале Mechanics’ Magazine [de] 27 марта 1849 года вместе с рисунком экипажа. Можно было констатировать, что появилось крупное изобретение: продуманное до конструктивного воплощения, доказанное проведёнными испытаниями, готовое к совершенствованию. К сожалению, на том дело и закончилось. Не нашлось никого, кто бы занялся этой идеей и довёл её до массового производства с приемлемой стоимостью. После смерти Томсона в 1873 году «воздушное колесо» было забыто, хотя образцы этого изделия сохранились.

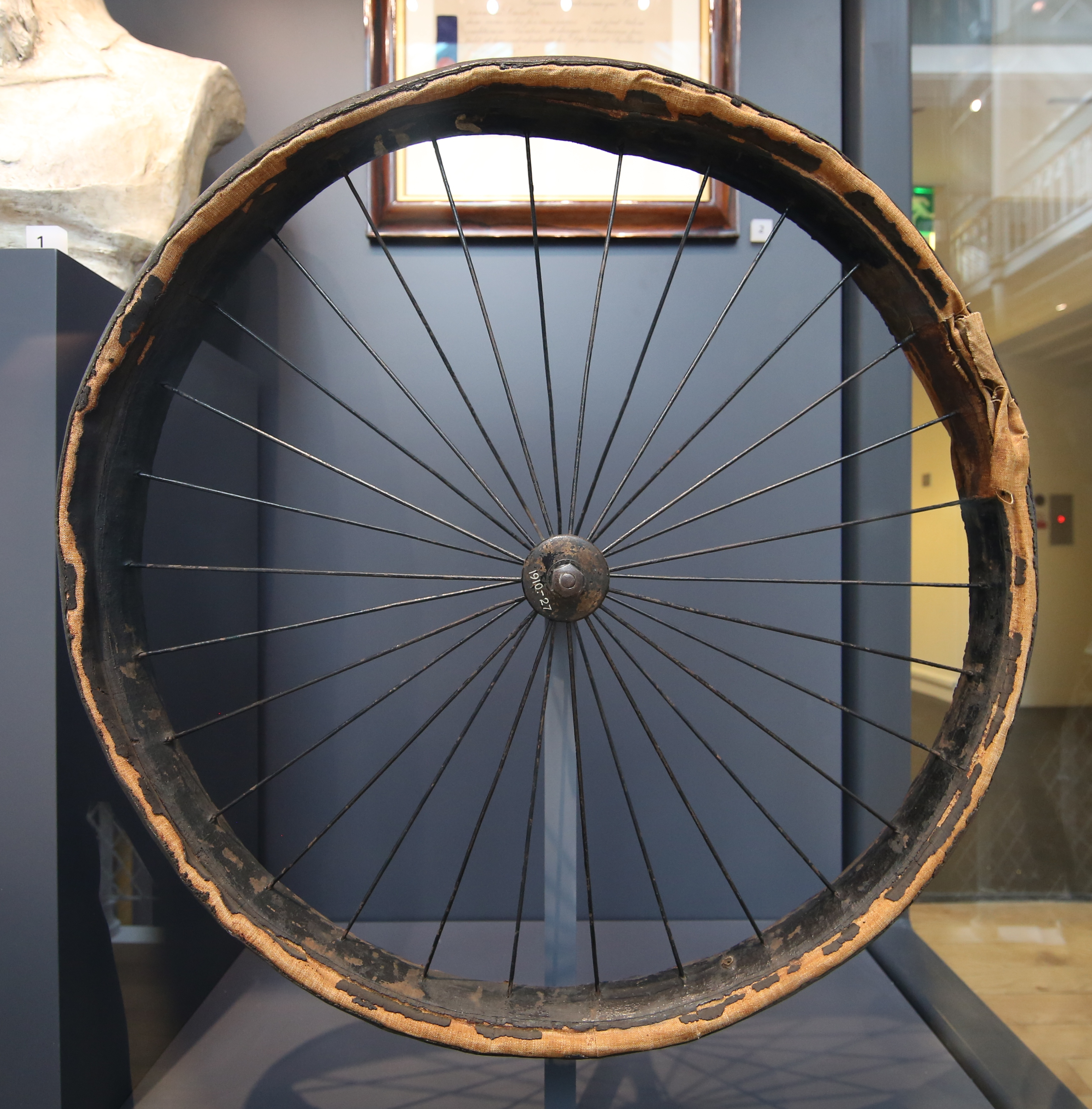
Велосипедная шина Данлопа, около 1887 года. Виден частично обнажившийся каркас из полотна.

В 1888 году идея пневматической шины возникла вновь. Новым изобретателем был шотландец Джон Данлоп, чьё имя известно в мире как автора пневматической шины. Дж.Б. Данлоп придумал в 1887 году надеть на колесо трёхколёсного велосипеда своего 10-летнего сына широкие обручи, сделанные из шланга для поливки сада, и надуть их воздухом. 23 июля 1888 года Дж.Б. Данлопу был выдан патент № 10607 на изобретение, а приоритет на применение «пневматического обруча» для транспортных средств подтверждал следующий патент от 31 августа того же года. Камера из резины крепилась на обод металлического колеса со спицами обматыванием её вместе с ободом прорезиненной парусиной, образующей каркас шины, в промежутках между спицами. Преимущества пневматической шины были оценены достаточно быстро. Уже в июне 1889 года на стадионе в Белфасте Уильям Хьюм выступил в гонках на велосипеде с пневматическими шинами. И хотя Хьюма описывали как среднего гонщика, он выиграл все три заезда, в которых участвовал. Коммерческое развитие изобретения началось с образования маленькой компании в Дублине и конце 1889 года под названием «Пневматическая шина и агентство Бута по продаже велосипедов». В настоящее время «Данлоп» — одна из крупнейших фирм в мире по изготовлению шин.
В 1890 году молодой инженер Чальд Кингстн Уэлтч предложил отделять камеру от покрышки, вставлять в края покрышки проволочные кольца и сажать на обод, который впоследствии получил углубление к центру (ручей обода). Тогда же англичанин Бартлетт и француз Дидье изобрели вполне приемлемые способы монтажа и демонтажа шин. Всё это определило возможность применения пневматической шины на автомобиле. Первым, кто стал использовать пневматические шины на автомобилях, были французы Андре и Эдуард Мишлен, которые уже имели достаточный опыт в производстве велосипедных шин. Они объявили, что к гонке в 1895 году Париж—Бордо у них будут готовы пневматические шины для автомобилей и сдержали своё обещание. Несмотря на многочисленные проколы, автомобиль преодолел расстояние в 1200 км и достиг, среди девяти других, финиша своим ходом. В Англии в 1896 году шинами «Данлоп» был оснащён автомобиль Ланчестер. С установкой пневматических шин существенно улучшились плавность хода, проходимость автомобилей, хотя первые шины были ненадёжны и не приспособлены к быстрому монтажу. В дальнейшем основные изобретения в области пневматических шин были, прежде всего, связаны с повышением их безотказности и долговечности, а также с облегчением монтажа-демонтажа. Появился шиномонтажный станок, что позволило сделать борта шины более жесткими. Потребовалось много лет постепенного совершенствования конструкции пневматической шины и способа её изготовления, прежде чем она окончательно вытеснила литую резиновую. Стали применяться всё более надёжные и долговечные материалы, в шинах появился корд — особо прочный слой из упругих текстильных нитей. В первой четверти XX века всё чаще стали использовать конструкции быстросъёмных креплений колёс к ступицам на нескольких болтах, что позволило заменять шины вместе с колесом в течение нескольких минут. Все эти усовершенствования привели к повсеместному применению пневматических шин на автомобилях и бурному развитию шинной промышленности.

## Конструкция
Шина состоит из: 
каркаса, 
слоёв брекера, 
протектора, 
борта и 
боковой части.

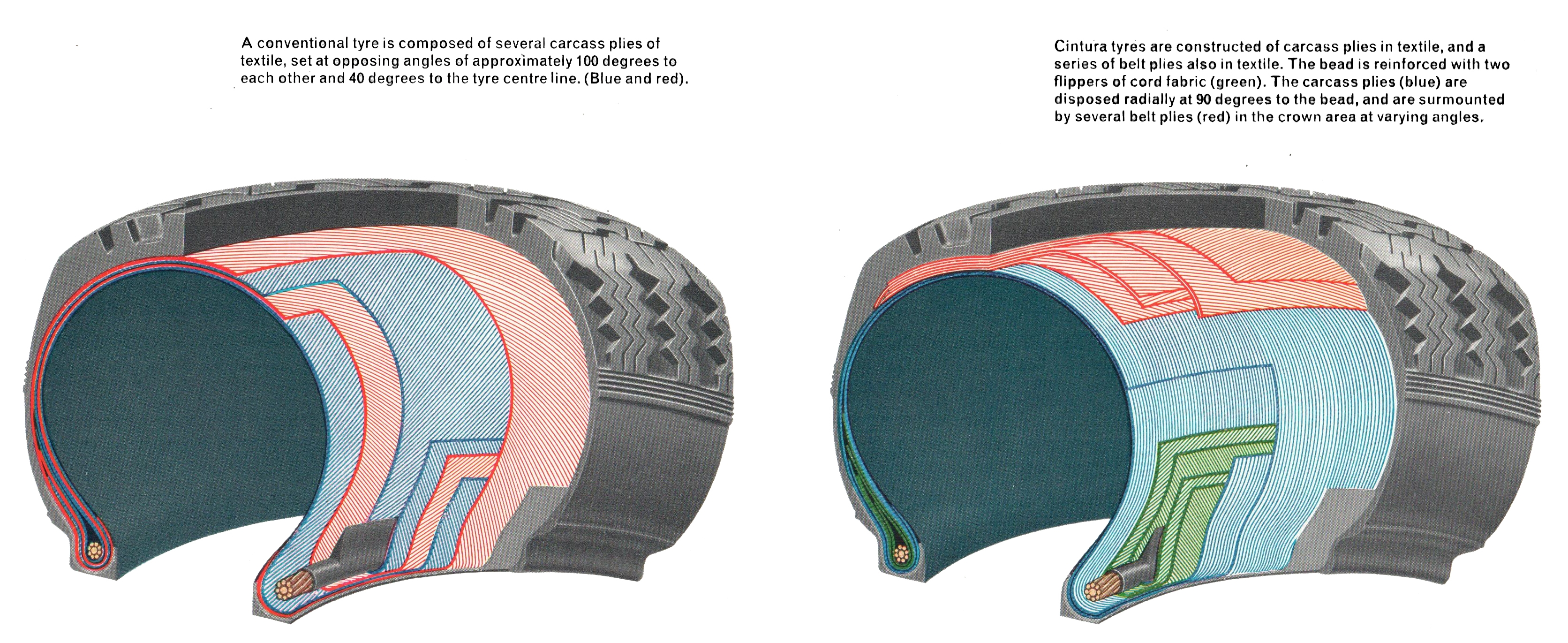
диагональный (слева) и радиальный (справа) тип шин в разрезе

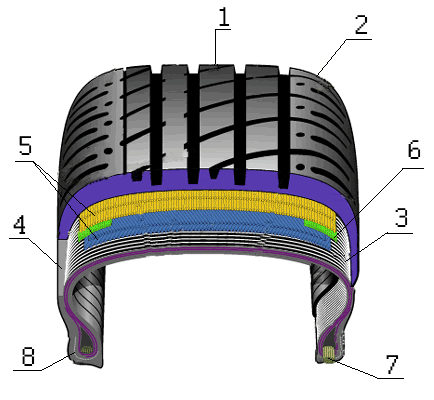
Структура шины: 1. протектор; 2. плечевая часть; 3. каркас; 4. боковая часть (крыло шины); 5. брекер и подушечный слой; 6. дополнительная вставка в плечевой зоне (зелёный цвет); 7. бортовое кольцо; 8. борт

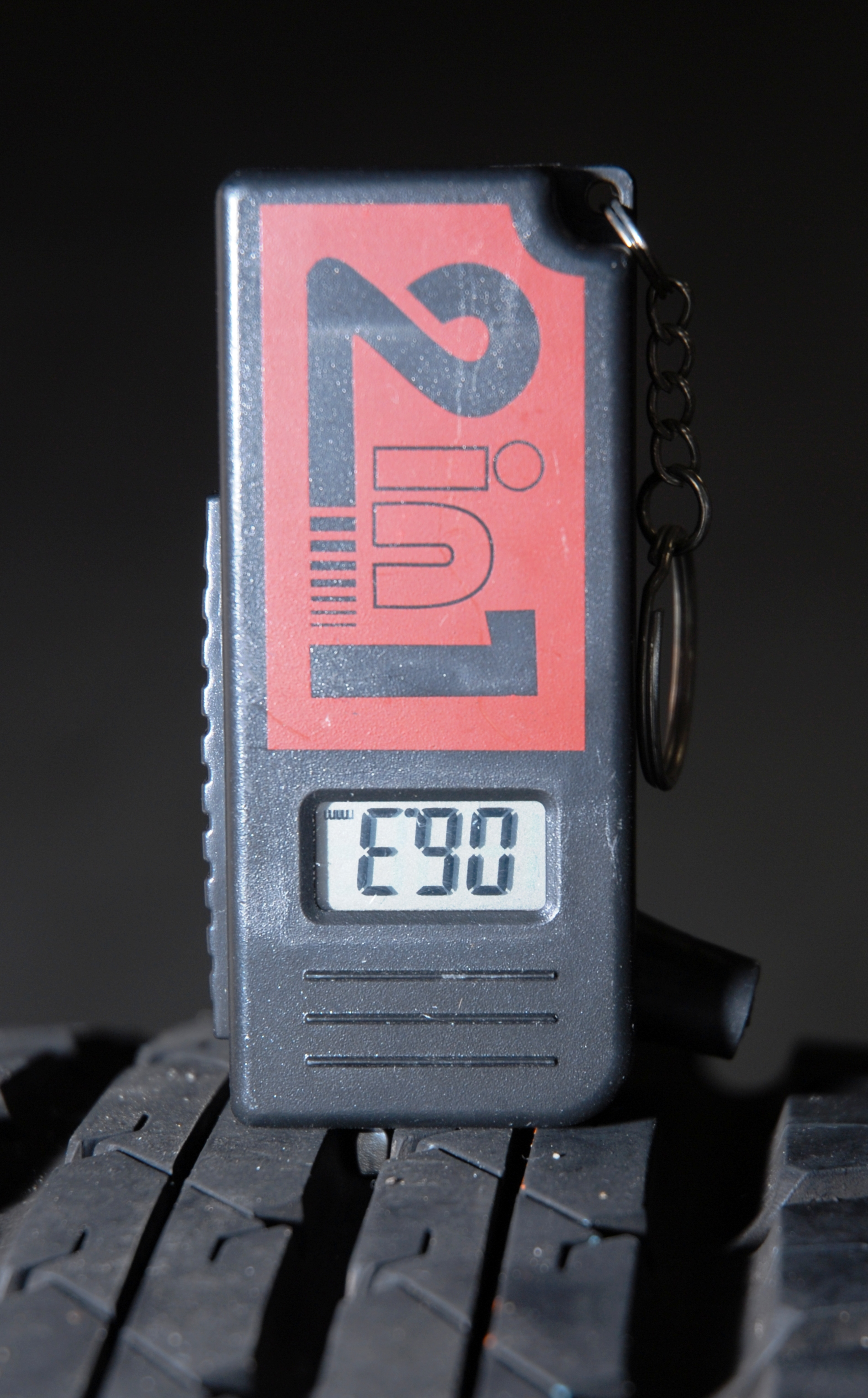
Измерение глубины протекторного рисунка

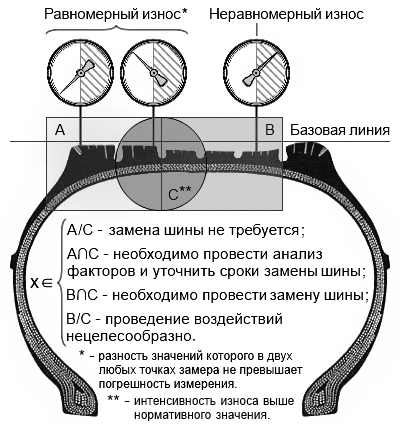
Равномерность износа протектора

Основными материалами для производства шин являются резина, которая изготавливается из натуральных и синтетических каучуков, и корд. Кордовая ткань может быть изготовлена из металлических нитей (металлокорд), полимерных и текстильных нитей.
Текстильный и полимерный корд применяются в легковых и легкогрузовых шинах. Металлокорд — в грузовых. В зависимости от ориентации нитей корда в каркасе различают шины:
- диагональные
- радиальные

У диагональных шин каркас состоит из нитей корда, направленных по диагонали, под некоторым углом к меридиональной плоскости колеса (обычно в пределах 52−54°), причём в двух соседних слоях каркаса нити корда перекрещиваются (под углом около 100°) и работают в паре друг с другом, соответственно, общее количество слоёв — всегда чётное (кратное двум). Толщина каркаса боковины и протектора у таких шин отличается мало, брекер тонкий (у легковых шин обычно всего из двух слоёв) и усиливает основной каркас лишь в незначительной степени. Диагональное расположение нитей кордного каркаса позволяет ему растягиваться в продольном и поперечном направлениях, обеспечивая эластичность шины. Толстая боковина диагональной шины (по сути сравнимая по толщине и прочности с протектором) мало подвержена деформации, что позволяет поддерживать в шине сравнительно низкое давление воздуха, может воспринимать большую нагрузку и хорошо сопротивляется ударам, проколам и порезам. Между тем, при качении такой шины её деформация сопровождается изменением углов между нитями смежных слоёв каркаса. В результате возникающего при этом внутреннего трения выделяется большое количество теплоты, для рассеивания которой боковину диагональной шины стараются сделать как можно более высокой — обычно её высота составляет не менее 80 % от ширины профиля. Диагональные шины с малой высотой профиля (в абсолютном измерении) по этой причине обычно имеют и небольшую ширину.
У радиальных шин нити основного каркаса расположены в направлении радиуса по профилю шины от одного борта до другого, так что нити каркаса во всех его слоях параллельны друг другу. Диагональную конструкцию имеет только брекер, который у таких шин хорошо развит (4 и более слоя полимерного корда либо 2 и более слоя металлокорда). Радиальное расположение нитей каркаса не позволяет резине сильно растягиваться в поперечном направлении, а от продольного перемещения нити каркаса удерживает брекер. Так как при таком расположении нитей каркаса возникающие в них напряжения примерно вдвое ниже, чем при диагональном, появляется возможность уменьшить количество слоёв корда (также примерно вдвое по сравнению с диагональными шинами), благодаря чему вес радиальных шин меньше, чем у диагональных. Каркас радиальных шин за счёт меньшей толщины более эластичен, имеет меньшее внутреннее трение, а следовательно — при их работе выделяется меньшее количество теплоты, что позволяет увеличить толщину протектора и глубину его рисунка, повысить срок службы. Брекер, напротив, очень жёсткий и практически нерастяжим в радиальном направлении. Радиальные шины могут иметь практически любое соотношение между высотой профиля и его шириной, в зависимости от которого они делятся на полнопрофильные (0,7−0,85), низкопрофильные (0,6−0,7) и сверхнизкопрофильные (менее 0,6). Также это соотношение может выражаться в процентах (82 %, 55 % и т.д.). Уменьшение высоты профиля шины в ряде случаев позволяет достичь более высоких показателей устойчивости и управляемости автомобиля. Радиальные шины также обладают большей стабильностью формы пятна контакта с дорожным покрытием, создают меньшее сопротивление качению, и за счёт этого обеспечивают меньший расход топлива.
Недостатками радиальных шин является их жёсткое качение, обуславливающее повышенную передачу ими толчков и вибрации, возникающих при проезде неровностей дороги (особенно при малой высоте профиля), а также большая чувствительность к ударам, проколам и порезам. Первый недостаток проявлялся главным образом при установке радиальных шин на автомобилях старых выпусков, подвеска которых имела металлические шарниры без эластичных резиновых вставок; используемые на современных автомобилях резинометаллические шарниры и эластичные крепления подрамника или поперечины подвески обычно в достаточной степени обладают способностью гашения возникающих при жёстком качении радиальных шин колебаний и вибрации. Последний же отчасти устраняется введением на боковине бокового протектора (на некоторых шинах для бездорожья).
В связи с наличием у них существенных преимуществ, на легковых автомобилях радиальные шины к настоящему времени практически полностью вытеснили диагональные. Последние все ещё широко используются на грузовых автомобилях и спецтехнике.
Брекер находится между каркасом и протектором. Предназначен для защиты каркаса от ударов, придания жёсткости шине в области пятна контакта шины с дорогой и для защиты шины и ездовой камеры от сквозных механических повреждений. Изготавливается из толстого слоя резины (в лёгких шинах) или скрещённых слоёв полимерного корда и (или) металлокорда.
Протектор необходим для обеспечения приемлемого коэффициента сцепления шин с дорогой, а также для предохранения каркаса от повреждений. Протектор обладает определённым рисунком, который различается в зависимости от назначения шины. Шины высокой проходимости имеют более глубокий рисунок протектора и грунтозацепы на его боковых сторонах. Рисунок и конструкция протектора дорожной шины определяется требованиями к отведению воды и грязи из канавок протектора и стремлением снизить шум при качении. Но, всё же, главная задача протектора шины — обеспечить надёжный контакт колеса с дорогой в неблагоприятных условиях, таких как дождь, грязь, снег и т. д., путём их удаления из пятна контакта по точно спроектированным канавкам и желобкам рисунка. Но эффективно удалять воду из пятна контакта протектор в силах лишь до определённой скорости, выше которой жидкость физически не сможет полностью удаляться из пятна контакта, и автомобиль теряет сцепление с дорожным покрытием, а следовательно и управление. Этот эффект носит название аквапланирование. Существует широко распространённое заблуждение, что на сухих дорогах протектор снижает коэффициент сцепления из-за меньшей площади пятна контакта по сравнению с шиной без протектора («сликом»). Это неверно, так как на сцепление с дорогой влияет совокупность факторов (коэффициент сцепления шины, степень износа, давление в шине и т. п.), причём площадь пятна контакта — не самый важный из них, и оказывает наибольшее влияние в повороте. На гоночных автомобилях в сухую погоду используются шины с гладким протектором либо вообще без него — для того чтобы снизить давление на колесо, уменьшив его износ, и тем самым позволив применять в изготовлении шин более пористые мягкие материалы, обладающие бо́льшим сцеплением с дорогой. Во многих странах существуют законы, регулирующие минимальную высоту протектора на дорожных транспортных средствах, и многие дорожные шины имеют встроенные индикаторы износа.
Борт позволяет покрышке герметично садиться на обод колеса. Для этого он имеет бортовые кольца и изнутри покрыт слоем вязкой воздухонепроницаемой резины (у бескамерных шин).
Боковая часть предохраняет шину от боковых повреждений.
Шипы противоскольжения. В целях повышения безопасности движения автомобиля в условиях гололёда и обледенелого снега применяют металлические шипы противоскольжения. Езда на ошипованных шинах имеет заметные особенности. На ходу автомобиль делается заметно более шумным, ухудшается его топливная экономичность. В снежно-грязевой каше или в глубоком рыхлом снегу эффективность шипов невелика, а на твёрдом сухом или влажном асфальте ошипованные шины даже проигрывают «обычным»: из-за снижения площади пятна контакта шины с дорогой, тормозной путь автомобиля увеличивается на 5−10%. Хотя 70% сокращения тормозного пути на льду — их несомненное преимущество.
Бескамерные шины наиболее распространены благодаря своей надёжности, меньшей массе и удобству эксплуатации (прокол в бескамерной шине чаще приводит к постепенному падению давления, в то время, как проколотая камера может потерять воздух за доли секунды).

### Сопротивление качению
При движении колеса часть энергии шина тратит на деформацию вследствие перемещения пятна контакта. Эта энергия вычитается из сообщённой телу кинетической энергии, и поэтому колесо тормозит. На сопротивление качению может уходить до 25−30 % энергии топлива. Впрочем, этот процент сильно зависит от скорости автомобиля, на больших скоростях он ничтожно мал.
Сопротивление качению зависит от многих конструктивных и эксплуатационных факторов:
- конструкции шины;
- давления воздуха в шине;
- температуры;
- нагрузки;
- скорости движения автомобиля;
- состояния подвески автомобиля;
- состояния дорожной поверхности.

В наибольшей степени сопротивление качению зависит от таких конструктивных параметров шин, как количество слоёв и расположение нитей корда, толщина и состояние протектора. Уменьшение количества слоёв корда, толщины протектора, применение синтетических материалов (и стекловолокна) с малыми гистерезисными потерями способствуют снижению сопротивления качению. С увеличением размера шины (диаметра) при прочих равных условиях сопротивление качению также снижается.
Велико влияние эксплуатационных факторов на величину момента сопротивления качению. Так, с повышением давления воздуха в шине и её температуры сопротивление качению уменьшается. Наименьшее сопротивление качению имеет место при нагрузке, близкой к номинальной. С увеличением степени изношенности шины оно уменьшается.
На дорогах с твёрдым покрытием сопротивление качению во многом зависит от размеров и характера неровностей дороги, обусловливающих повышенное деформирование шин и подвески и, следовательно, дополнительные затраты энергии. При движении по мягким или грязным опорным поверхностям затрачивается дополнительная работа на деформирование грунта или выдавливание грязи и влаги, находящихся в зоне контакта колеса с дорогой.
Исследования показывают, что при движении автомобиля со скоростью до 50 км/ч сопротивление качению можно считать постоянным. Интенсивное уменьшение сопротивления качению наблюдается при скорости свыше 100 км/ч. Объясняется это увеличением центробежных сил, действующих на шину, которые растягивают её в радиальных направлениях.

## Маркировка автомобильных шин

Маркировка автомобильных шин

Основная статья: Маркировка автомобильных шин.

### Традиционная система
Наиболее широко используется для шин общего назначения. В силу исторических причин часть размеров в ней указывается в метрических, а часть — в имперских («дюймовых») единицах измерения.
Пример: LT 205/55R16 91V
- LT (используется опционально, обязательное обозначение по DOT) — функция шины: P — легковой автомобиль (Passenger car); LT — лёгкий грузовик (Light Truck); ST — для прицепов/фургонов/телег (Special Trailer), нельзя использовать для легковых автомобилей/пикапов/грузовиков; T — временная (используется только для запасных шин, т.н. «докаток»)
- 205 — ширина профиля, мм
- 55 — отношение высоты профиля к ширине, %. Если не указан — считается равным 82 % (в СССР, в других странах в различные периоды стандартными были другие величины). Изредка вместо этого может напрямую указываться высота боковины шины в дюймах (4.40/4.50-21") или её общий наружный диаметр миллиметрах (195/620R16).
- R — шина имеет каркас радиального типа (если буквы нет — шина диагонального типа). Частая ошибка — R принимают за букву радиуса. Возможные варианты: B — bias belt (диагонально-опоясанная шина. Каркас шины тот же, что и у диагональной шины, но имеется брекер, как у радиальной шины), D или не указан — диагональный тип каркаса.
- 16 — посадочный диаметр шины (соответствует диаметру обода диска), дюйм
- 91 — индекс нагрузки (на некоторых моделях в дополнение к этому может быть указана нагрузка в кг — Max load)
- V — индекс скорости (определяется по таблице)

Возможные вариации:
- Индекс скорости может располагаться в разных местах маркировки: 225/50SR16, 225/50SR16 89S, 225/50R16 89S
- Присутствие буквы C после диаметра, например, 195/70R15C 104/102R, означает «коммерческий». Такая шина предназначена для пикапов или грузовиков с повышенной грузоподъёмностью.
- После размера могут присутствовать буквы XL, RF, SL, LL (например, P235/75R-15 XL, P285/35R-19 LL). Они означают соответственно повышенную (extra load, reinforced), стандартную (standard load), и пониженную (light load) несущую способность. В американской P-маркировке XL соответствует максимально допустимому давлению 41 psi (280 kPa), SL и LL — 35 psi (240 kPa), в европейской маркировке XL/RF соответствует 42 psi (290 kPa), SL — 36 psi (250 kPa), LL отсутствует. Отсутствие этого обозначения соответствует варианту SL.
- Буквы FR (например, 215/45 R17 87V FR) после размера означают шину с защитой обода диска. Защитный бортик на боковине низкопрофильной шины защищает диск и боковину самой шины от повреждения при проезде неровностей дорожного покрытия на большой скорости.
- В редких случаях (например, у шин Michelin с системой PAX) посадочный диаметр может быть указан в миллиметрах, например, 190/65R390, такие шины называются миллиметровыми. Если после диаметра идёт буква A — это означает асимметричный посадочный обод, то есть разные внутренний и внешний диаметры посадочного обода. Например, в случае 235/710R460A 104T внутренний посадочный диаметр будет составлять 470 мм, а внешний — 450 мм.

### Метрическая система
Пример: 165—330 — шина шириной 165 мм и посадочным диаметром 330 мм, диагональная полнопрофильная (соответствует шине 6,45-13).
Такой системы, в частности, долгое время придерживалась фирма Michelin, например 125—400 — размер радиальной шины Michelin X, штатной для Citroen 2CV (125SR15 в современной системе). В СССР она использовалась как дублирующая для диагональных шин (основная маркировка была в дюймах) — например, «москвичёвская» шина М-145 с маркировкой 6,45—13 (165—330). Радиальные шины имели букву «Р» в обозначении, например грузовая 200-508Р.

### Дюймовая система
Пример: 35×12.50 R 15 LT 113R
- 35 — номинальный внешний диаметр шины, в дюймах
- 12.50 — номинальная ширина шины, в дюймах (обратите внимание, что это ширина именно шины, а не протекторной части. Например, для шины с указанной шириной 10.5 дюймов ширина протекторной части будет равна не 26.5, а 23 см, а протекторная часть 26.5 см будет у шины с указанной шириной 12.5). Если не указан внешний диаметр, то профиль высчитывается следующим образом: если ширина шины оканчивается на ноль (например 7.00 или 10.50), то высота профиля считается равной 92 %, если ширина шины оканчивается не на ноль (например 7.05 или 10.55), то высота профиля считается равной 82 %
- R — шина имеет каркас радиального типа
- 15 — посадочный диаметр шины, в дюймах, то же что в метрической системе
- LT — функция шины (LT — light trucks, для лёгких грузовиков)
- 113 — индекс нагрузки
- R — индекс скорости

В настоящее время используется, в основном, для внедорожной техники, для которой наружный диаметр колеса (шины) является одним из важнейших параметров, определяющих проходимость и возможность установки в колёсные арки автомобиля без задевания за детали шасси и кузова. Например, «32-е колёса» на сленге джиперов — это колёса с шинами наружным диаметром 32 дюйма. Исторически применялась в Северной Америке и для шин общего назначения, в частности — для шин высокого давления (ныне практически не выпускаемых). В Европе в тот же период использовалась аналогичная система с метрическими размерами, например, шина 880×120 имела наружный диаметр 880 мм и ширину профиля 120 мм.

#### Формулы пересчёта между системами маркировки
| Традиционная система | Дюймовая система |
| --- | --- |
| D/E-C (205/55-16); - C — посадочный диаметр диска (в дюймах), - D — ширина покрышки (в мм), - E — высота профиля (высота боковины покрышки в % от ширины) | A×B-C (31×10.5-15); - С — посадочный диаметр диска (в дюймах), - A — диаметр покрышки (в дюймах), - B — ширина покрышки (в дюймах) |
| Перевод в дюймовую систему | Перевод в традиционную систему |
| - A = C + 2 × D × ( E / 100 ) / 25,4 - B = D / 25,4 | - D = B × 25,4 - E = 100 × ( A – C ) / ( 2 × D / 25,4 )                                                                            |
| Примеры расчёта | |
| 205/55-16 → 25×8-16 | 31×10.5-15 → 267/76-15 |

### Для широкопрофильных шин
Специальные широкопрофильные шины для автомобилей высокой проходимости и спецтехники обозначаются тремя числами, например — 1000×350-508, где 1000 — номинальный наружный диаметр в мм, 350 — номинальная ширина профиля, 508 — посадочный диаметр обода.
Такое же обозначение принято и для пневмокатков.

### Индекс нагрузки
Индекс нагрузки показывает максимальный вес в килограммах, который может выдержать одна шина.
Индекс нагрузки шин так же может называться коэффициентом нагрузки шин или индексом грузоподъемности шин. На шинах может обозначается как Li, что является сокращением от англ. loadindex. Маркируется цифрами на боковине шины.
Чем больше индекс нагрузки, тем более тяжёлая, толстая и жесткая будет шина, что приводит к уменьшению срока жизни подвески автомобиля и росту расхода топлива. Шины с меньшим индексом мягче и легче, но менее износостойкие.
Индекс нагрузки шин указывается в технической документации производителя.
Его так же можно приблизительно рассчитать основываясь на весе самой машины с максимальной нагрузкой. Необходимо учесть полное снаряжение машины (полный топливный бак, запасное колесо, технологические жидкости и тп.), общий вес всех пассажиров на всех доступных местах и дополнительную свободную дозагрузку машины (для небольших автомобилей это может быть 100 - 200 кг, для внедорожников 500 кг и более). Полученную сумму необходимо разделить на количество несущих колес. Однако, максимальное давление на переднюю и заднюю ось может быть разным, особенно при полной загрузке багажника.
| Индекс нагрузки | Допуст. вес, кг |
| --------------- | --------------- |
| 0               | 45              |
| 1               | 46,2            |
| 2               | 47,5            |
| 3               | 48,7            |
| 4               | 50              |
| 5               | 51,5            |
| 6               | 53              |
| 7               | 54,5            |
| 8               | 56              |
| 9               | 58              |
| 10              | 60              |
| 11              | 61,5            |
| 12              | 63              |
| 13              | 65              |
| 14              | 67              |
| 15              | 69              |
| 16              | 71              |
| 17              | 73              |
| 18              | 75              |
| 19              | 77,5            |
| 20              | 80              |
| 21              | 82,5            |
| 22              | 85              |
| 23              | 87,5            |
| 24              | 90              |
| 25              | 92,5            |

| Индекс нагрузки | Допуст. вес, кг |
| --------------- | --------------- |
| 26              | 95              |
| 27              | 97              |
| 28              | 100             |
| 29              | 103             |
| 30              | 106             |
| 31              | 109             |
| 32              | 112             |
| 33              | 115             |
| 34              | 118             |
| 35              | 121             |
| 36              | 125             |
| 37              | 128             |
| 38              | 132             |
| 39              | 136             |
| 40              | 140             |
| 41              | 145             |
| 42              | 150             |
| 43              | 155             |
| 44              | 160             |
| 45              | 165             |
| 46              | 170             |
| 47              | 175             |
| 48              | 180             |
| 49              | 185             |
| 50              | 190             |
|                 |                 |

| Индекс нагрузки | Допуст. вес, кг |
| --------------- | --------------- |
| 51              | 195             |
| 52              | 200             |
| 53              | 206             |
| 54              | 212             |
| 55              | 218             |
| 56              | 224             |
| 57              | 230             |
| 58              | 236             |
| 59              | 243             |
| 60              | 250             |
| 61              | 257             |
| 62              | 265             |
| 63              | 272             |
| 64              | 280             |
| 65              | 290             |
| 66              | 300             |
| 67              | 307             |
| 68              | 315             |
| 69              | 325             |
| 70              | 335             |
| 71              | 345             |
| 72              | 355             |
| 73              | 365             |
| 74              | 375             |
| 75              | 387             |
|                 |                 |

| Индекс нагрузки | Допуст. вес, кг |
| --------------- | --------------- |
| 76              | 400             |
| 77              | 412             |
| 78              | 425             |
| 79              | 437             |
| 80              | 450             |
| 81              | 462             |
| 82              | 475             |
| 83              | 487             |
| 84              | 500             |
| 85              | 515             |
| 86              | 530             |
| 87              | 545             |
| 88              | 560             |
| 89              | 580             |
| 90              | 600             |
| 91              | 615             |
| 92              | 630             |
| 93              | 650             |
| 94              | 670             |
| 95              | 690             |
| 96              | 710             |
| 97              | 730             |
| 98              | 750             |
| 99              | 775             |
| 100             | 800             |
|                 |                 |

| Индекс нагрузки | Допуст. вес, кг |
| --------------- | --------------- |
| 101             | 825             |
| 102             | 850             |
| 103             | 875             |
| 104             | 900             |
| 105             | 925             |
| 106             | 950             |
| 107             | 975             |
| 108             | 1000            |
| 109             | 1030            |
| 110             | 1060            |
| 111             | 1090            |
| 112             | 1120            |
| 113             | 1150            |
| 114             | 1180            |
| 115             | 1215            |
| 116             | 1250            |
| 117             | 1285            |
| 118             | 1320            |
| 119             | 1360            |
| 120             | 1400            |
| 121             | 1450            |
| 122             | 1500            |
| 123             | 1550            |
| 124             | 1600            |
| 125             | 1650            |
|                 |                 |

| Индекс нагрузки | Допуст. вес, кг |
| --------------- | --------------- |
| 126             | 1700            |
| 127             | 1750            |
| 128             | 1800            |
| 129             | 1850            |
| 130             | 1900            |
| 131             | 1950            |
| 132             | 2000            |
| 133             | 2060            |
| 134             | 2120            |
| 135             | 2180            |
| 136             | 2240            |
| 137             | 2300            |
| 138             | 2360            |
| 139             | 2430            |
| 140             | 2500            |
| 141             | 2575            |
| 142             | 2650            |
| 143             | 2725            |
| 144             | 2800            |
| 145             | 2900            |
| 146             | 3000            |
| 147             | 3075            |
| 148             | 3150            |
| 149             | 3250            |
| 150             | 3350            |
|                 |                 |

### Индекс скорости
Индекс скорости шины связан с индексом нагрузки и определяет максимально допустимую скорость, при которой шина может нести нагрузку, определённую индексом нагрузки.
Скоростная категория присваивается шине по результатам специальных стендовых испытаний. При эксплуатации автомобиль должен перемещаться со скоростью на 10−15 % меньше максимально допустимой.
| индекс скорости | допустимая скорость, км/ч |
| --------------- | ------------------------- |
| A1              | 5                         |
| A2              | 10                        |
| A3              | 15                        |
| A4              | 20                        |
| A5              | 25                        |
| A6              | 30                        |
| A7              | 35                        |
| A8              | 40                        |
| B               | 50                        |
| C               | 60                        |
| D               | 65                        |
| E               | 70                        |
| F               | 80                        |
| G               | 90                        |
| J               | 100                       |

| индекс скорости | допустимая скорость, км/ч |
| --------------- | ------------------------- |
| K               | 110                       |
| L               | 120                       |
| M               | 130                       |
| N               | 140                       |
| P               | 150                       |
| Q               | 160                       |
| R               | 170                       |
| S               | 180                       |
| T               | 190                       |
| U               | 200                       |
| H               | 210                       |
| V               | 240                       |
| W               | 270                       |
| Y               | 300                       |
| ZR              | более 240                 |

1. Шины, имеющие маркировку «ZR», сконструированы для скоростей, превышающих 240 км/ч.
2. Шины, маркированные «V» совместно с индексом грузоподъемности, — например, 91V — предназначены для скоростей от 210 км/ч до 240 км/ч. (Данный индекс грузоподъемности указан для скорости 210 км/ч. Нагрузка должна быть уменьшена на 3 % для каждого увеличения скорости на 10 км/ч до 240 км/ч.)
3. Шины, маркированные «W» совместно с индексом грузоподъемности, — например, 100W — предназначены для скоростей от 240 км/ч до 270 км/ч. (Данный индекс грузоподъемности указан для скорости 240 км/ч. Нагрузка должна быть уменьшена на 5 % для каждого увеличения скорости на 10 км/ч до 270 км/ч.) Шины, маркированные индексом скорости «W», могут иметь дополнительную маркировку «ZR».
4. Шины, маркированные «Y» совместно с индексом грузоподъемности, — например, 95Y — предназначены для скоростей от 270 км/ч до 300 км/ч. (Данный индекс грузоподъемности указан для скорости 270 км/ч. Нагрузка должна быть уменьшена на 5 % для каждого увеличения скорости на 10 км/ч до 300 км/ч.)

Индекс скорости зависит также от сезона. При схожих характеристиках у летних шин показатель скорости всегда выше, чем у зимних.

### Дополнительные сведения
На шинах обязательно должны быть указаны следующие сведения:
- Максимально допустимое давление (MAX PRESSURE).

Давление воздуха в шинах существенно влияет на поведение автомобиля на дороге, безопасность на высоких скоростях, а также на износ протектора. Давление в шинах обязательно должно быть приведено в норму до регулировки углов установки колёс.
- Материалы, используемые в конструкции каркаса и брекера (Tire construction materials).

Цветовые метки. Отметки в виде «точек» либо «кружков»:
- красный — точка наибольшей силовой неоднородности (самое жёсткое место шины). Рекомендуется совмещать с белой точкой на колесе (если есть);
- жёлтый — самое лёгкое место шины (определяется при контроле дисбаланса шины).

Данные отметки необходимы для минимизации массы балансировочных грузов во время шиномонтажа.
Устаревшие отметки в виде полос в бортовой зоне (использовались только на территории США):
- нет — хорошее качество;
- красный — косметические дефекты;
- жёлтый — нарушение состава каучуковой смеси (без гарантии);
- зелёный — внутренние дефекты.

### Назначение для определённых условий эксплуатации
- англ. Winter — зимние шины.
- англ. Aqua, Rain и т. д. — высокоэффективны на мокрой дороге.
- англ. M+S (Mud+Snow) — буквально «грязь+снег» — пригодны для движения по грязи и снегу (на практике обычно так маркируются всесезонные или зимние шины с расширенным по сравнению с летними температурным диапазоном и более развитым рисунком протектора, обеспечивающим сцепление не только на ровном асфальте, внедорожными большинство из них не являются).
- англ. M/T (Mud Terrain) — грязевые ландшафты.
- англ. A/T (All Terrain) — шины для любого ландшафта (баланс между комфортом и проходимостью).
- англ. AS  (All Season) — всесезонная шина.
- англ. All-Season, англ. All-Weather — всесезонная шина.
- англ. R+W (Road + Winter) — всесезонная дорожная шина.
- англ. Rotation — шины с направленным рисунком протектора имеют стрелку на боковине шины, показывающую требуемое направление вращения шины.
- англ. Outside и Inside (или Side Facing Out и Side Facing Inwards) — асимметричные шины, при установке которых нужно строго соблюдать правило установки шины на диск. Надпись Outside (наружная сторона) должна быть с наружной стороны автомобиля, а Inside (внутренняя сторона) — с внутренней.
- англ. Left или Right — шины этой модели бывают левые и правые. При их установке нужно строго соблюдать правило установки шины на автомобиль, левые только слева, а правые, соответственно, только справа.
- англ. Steel Radial — радиальная шина с металлическим кордом.
- англ. Tubeless (TL) — бескамерная шина. Если этой надписи нет, то шина может использоваться только с камерой.
- англ. Tube Type (TT) — шина должна эксплуатироваться с камерой.
- англ. MAX PRESSURE — максимально допустимое давление в шине, в кПа.
- англ. RAIN, WATER, AQUA (или пиктограмма «зонтик») — шины специально спроектированы для дождливой погоды и имеют высокую степень защиты от аквапланирования.
- англ. Treadwear 380 — коэффициент износоустойчивости, определяется по отношению к «базовой шине», для которой он равен 100. Показатель износа является теоретической величиной и не может быть напрямую связан с практическим сроком эксплуатации шины, на который значительное влияние оказывают дорожные условия, стиль вождения, соблюдение рекомендаций по давлению, регулировка углов сход-развала автомобиля и ротация колес. Показатель износа представлен в виде числа от 60 до 620 с интервалом в 20 единиц. Чем выше его значение, тем дольше выдерживает протектор при испытаниях по установленной методике.
- англ. Traction А — коэффициент сцепления, имеет значения А, В, С. Коэффициент А имеет наибольшую величину сцепления в своем классе.
- англ. Max Load — максимальная нагрузка и далее стоят значения в килограммах и фунтах.
- англ. PR (Ply Rating) — прочность (несущая способность) каркаса условно оценивается так называемой нормой слойности. Чем прочнее каркас, тем большее давление воздуха выдерживает шина, и, следовательно, имеет большую грузоподъемность. Для легковых автомобилей используют шины с нормой слойности 4PR и иногда 6PR, причём в этом случае последние имеют надпись «Reinforced», то есть «усиленные» (шины повышенной грузоподъемности).
- англ. Standart Load (SL) — стандартная грузоподъемность.
- англ. Extra Load (XL) — повышенный индекс нагрузки.
- англ. High Load (HL) — высокая грузоподъемность. Первую HL-шину выпустила компания Continental в 2021 г. По оценке компании, грузоподъёмность HL-шины на 10% выше, чем у XL-шины, и на 25% выше, чем у SL-шины. Необходимость в новой маркировке вызвана появлением электромобилей и гибридов с очень тяжёлыми аккумуляторными батареями.
- англ. Reinforced (Reinf или RF) — повышенный индекс нагрузки. На лёгких грузовиках и микроавтобусах наиболее употребительны именно шины с 6PR и 8PR. О повышенной слойности (то есть прочности) шины может свидетельствовать буква «С» (commercial), которая ставится после обозначения посадочного диаметра (например, 185R14C)
- англ. TWI (Tread Wear Indicator) — знак расположен на боковине шины и показывает расположение отметок остаточной высоты рисунка протектора в основных канавках. Для стран Европейского Союза и Российской Федерации остаточная высота рисунка протектора изношенной легковой шины должна быть не менее 1,6 мм.
- англ. ZP — нулевое давление (Zéro Pression), коммерческое обозначение Michelin для шин с усиленными боковинами. ZP : Возможность продолжать движение в случае прокола на расстояние до 80 км при скорости до 80 км/ч. ZP SR : Возможность продолжать движение в случае прокола на расстояние до 30 км при скорости до 80 км/ч.
- англ. SST — самонесущая шина (Self Supporting Tyres). Такие шины могут нести нагрузку и продолжать движение после прокола.
- англ. Dunlop MFS (Maximum Flange Shield) — Система максимальной защиты обода борта защищает дорогие колеса от повреждений об бордюры и тротуары — резиновый профиль по окружности покрышки, расположенный на нижней части стенки над фланцем обода, образует буферную зону.
- англ. Studless — не подлежит ошиповке.
- англ. Studdable — подлежит ошиповке.

Кроме того, на шинах указываются стандарты качества (буква «Е» в кружочке — европейский стандарт, «DOT» — американский).

## Процесс изготовления шин
Изготовление шин включает в себя четыре различных этапа: изготовление резиновых смесей, изготовление компонентов, сборка, вулканизация.
I. Производство шины начинается с приготовления резиновых смесей. Рецептура зависит от назначения деталей шины и может включать в себя до 20 химикатов, начиная от серы и технического углерода и заканчивая каучуками - натуральным и/или синтетическими.
II. На следующем этапе создаётся протекторная заготовка для шины. В результате шприцевания на червячной машине получается профилированная резиновая лента, которая после охлаждения водой разрезается на заготовки по размеру шины.
Скелет шины — каркас и брекер — изготавливаются из слоёв обрезиненного текстиля или высокопрочного металлокорда. Прорезиненное полотно раскраивается под определённым углом на полосы различной ширины в зависимости от размера шины.
Важным элементом шины является борт — это нерастяжимая, жёсткая часть шины, с помощью которой последняя крепится на ободе колеса. Основная часть борта — крыло, которое изготавливается из множества витков обрезиненной бортовой проволоки.
III. На сборочных станках все детали шины соединяются в единое целое. На сборочный барабан последовательно накладываются слои каркаса, борт, по центру каркаса протектор с боковинами. Для легковых шин протектор относительно расширен и заменяет собой боковину. Это повышает точность сборки и снижает количество операций в производстве шин.
IV. После сборки шину ожидает процесс вулканизации. Собранная шина помещается в пресс-форму вулканизатора. Внутрь шины под высоким давлением подаётся пар или перегретая (200 °C) вода. Обогревается и наружная поверхность пресс-формы. Под давлением по боковинам и протектору прорисовывается рельефный рисунок. Происходит химическая реакция (вулканизация), которая придаёт резине эластичность и прочность.

### Химический состав резиновой смеси
Над процессом создания шины работают шинные химики и конструкторы, от которых зависят секреты шинной рецептуры. Их искусство заключается в правильном выборе, дозировке и распределении шинных компонентов, в особенности для смеси протектора. На помощь им приходят профессиональный опыт и не в меньшей степени компьютеры. Хотя состав резиновой смеси у любого солидного производителя шин — тайна за семью печатями, достаточно хорошо известны около 20 основных составляющих. Весь секрет состоит в их грамотной комбинации с учётом предназначения самой шины.
Основные составляющие резиновой смеси:
1. Каучук. Хотя шинный коктейль необычайно сложен по своему составу, основу его всё же образуют различные каучуковые смеси. Натуральный каучук, состоящий из высушенного сока (латекса) бразильской гевеи, долгое время доминировал во всех смесях, различаясь при этом лишь по уровню качества. Также каучуконосный млечный сок содержится в некоторых видах сорных трав и одуванчиков. Производимый из нефти синтетический каучук был изобретён немецкими химиками в 30-е гг. и современная скоростная шина без него просто немыслима. В настоящее время синтезируется несколько десятков различных синтетических каучуков. Каждый из них имеет свои характерные особенности и строгое назначение в разных деталях шины. Даже после изобретения синтетического изопренового каучука (СКИ) — близкого по свойствам к натуральному, резиновая промышленность не может полностью отказаться от использования последнего. Единственный его недостаток перед СКИ — дороговизна. На территории СССР не было возможности получать натуральный каучук из растений, а покупать его за границей приходилось за валюту. Это спровоцировало развитие богатой химии синтеза каучуков и других полимеров. В США, наоборот, использовался по большей части натуральный каучук, поставлявшийся по низким ценам из Латинской Америки (до 70% от общего уровня потребления шинной промышленности).
2. Технический углерод. Треть резиновой смеси состоит из промышленной сажи (технический углерод), наполнителя, предлагаемого в различных вариантах и придающего шине её специфичный цвет. Сажа обеспечивает в процессе вулканизации хорошее молекулярное соединение, что придаёт покрышке особую прочность и износостойкость. Сажу получают путём деструкции природного газа без доступа воздуха. В СССР при доступности этого «дешёвого» сырья было возможно широкое применение технического углерода. Резиновые смеси с использованием ТУ вулканизуются серой.
3. Кремниевая кислота. В Европе и США ограниченный доступ к источникам природного газа вынудил химиков найти замену ТУ. При том, что кремниевая кислота не обеспечивает такую же высокую прочность резинам, как ТУ, она улучшает сцепление шины с мокрой поверхностью дороги. Так же она лучше внедряется в структуру каучука и меньше вытирается из резины при эксплуатации шины. Это свойство менее пагубно для экологии. Чёрный налёт на дорогах — технический углерод, вытертый из шин. В рекламе и обиходе шины с использованием кремниевой кислоты называются «зелёными». Резины вулканизуются перекисями. Полностью отказаться от использования технического углерода в настоящее время не представляется возможным.
4. Масла и смолы. К важным составным частям смеси, но в меньшем объёме, относятся масла и смолы, обозначаемые как мягчители и служащие в качестве вспомогательных материалов. От достигнутой жёсткости резиновой смеси во многом зависят ездовые свойства и износостойкость шины.
5. Сера. Сера (и кремниевая кислота) — вулканизирующий агент. Связывает молекулы полимера «мостиками» с образованием пространственной сетки. Пластичная сырая резиновая смесь превращается в эластичную и прочную резину.
6. Вулканизационные активаторы, такие как оксид цинка и стеариновые кислоты, а также ускорители инициируют и регулируют процесс вулканизации в горячей форме (под давлением и при нагреве) и направляют реакцию взаимодействия вулканизующих агентов с каучуком в сторону получения пространственной сетки между молекулами полимера.

## Производители автомобильных шин
- Bridgestone (Япония)
- Dunlop (Ирландия)
- Continental (Германия)
- Goodyear (США)
- Hankook (Южная Корея)
- Kumho (Южная Корея)
- Michelin (Франция)
- Nokian (Финляндия)
- Pirelli (Италия)
- Toyo Tire & Rubber (Япония)
- Yokohama (Япония)
- Белшина (Беларусь)
- Кордиант (Россия)
- Росава (Украина)

## Тенденции в шинной индустрии

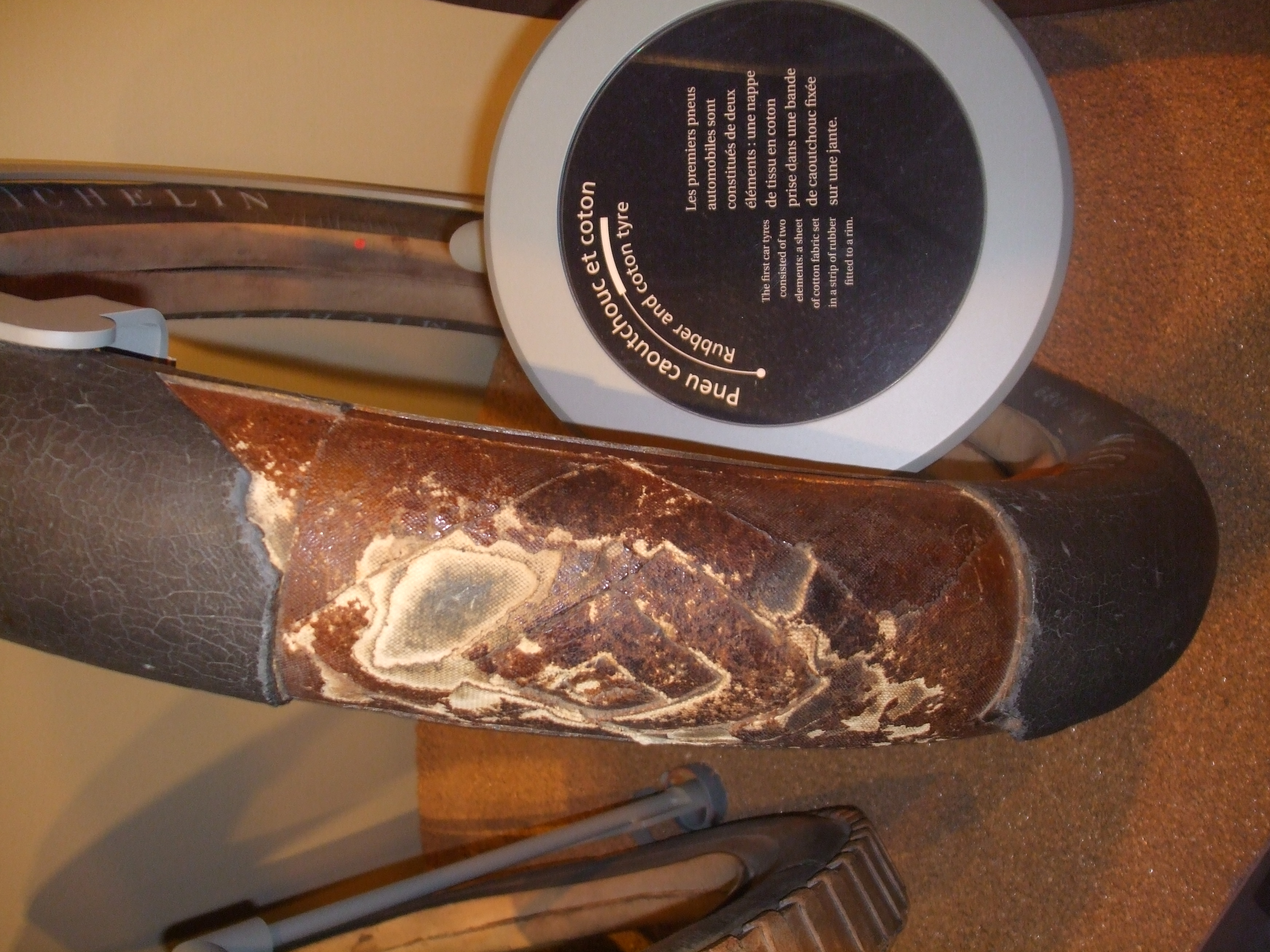
Шина начала XX века с каркасом из ткани полотняного плетения

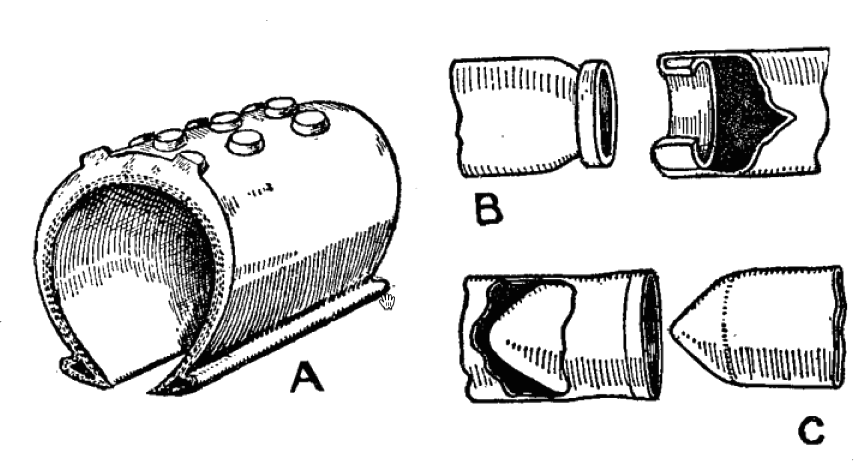
Клинчерная (кособортная) шина, 1914 год. Справа — конструкция камеры.

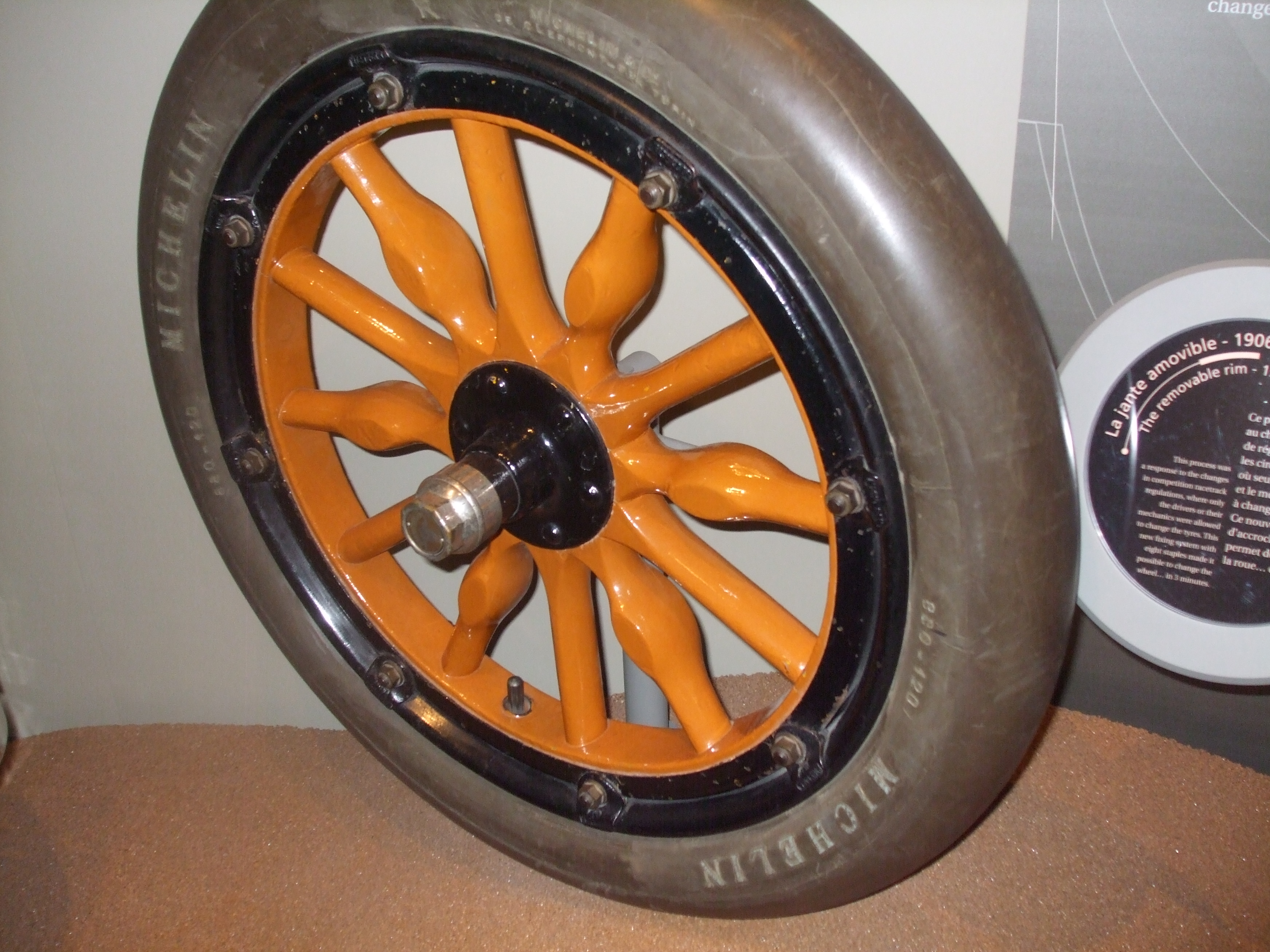
Шина Michelin 1906 года без углеродного наполнителя и протекторного рисунка, размерность 880—120 мм. Установлена на съёмном ободе.

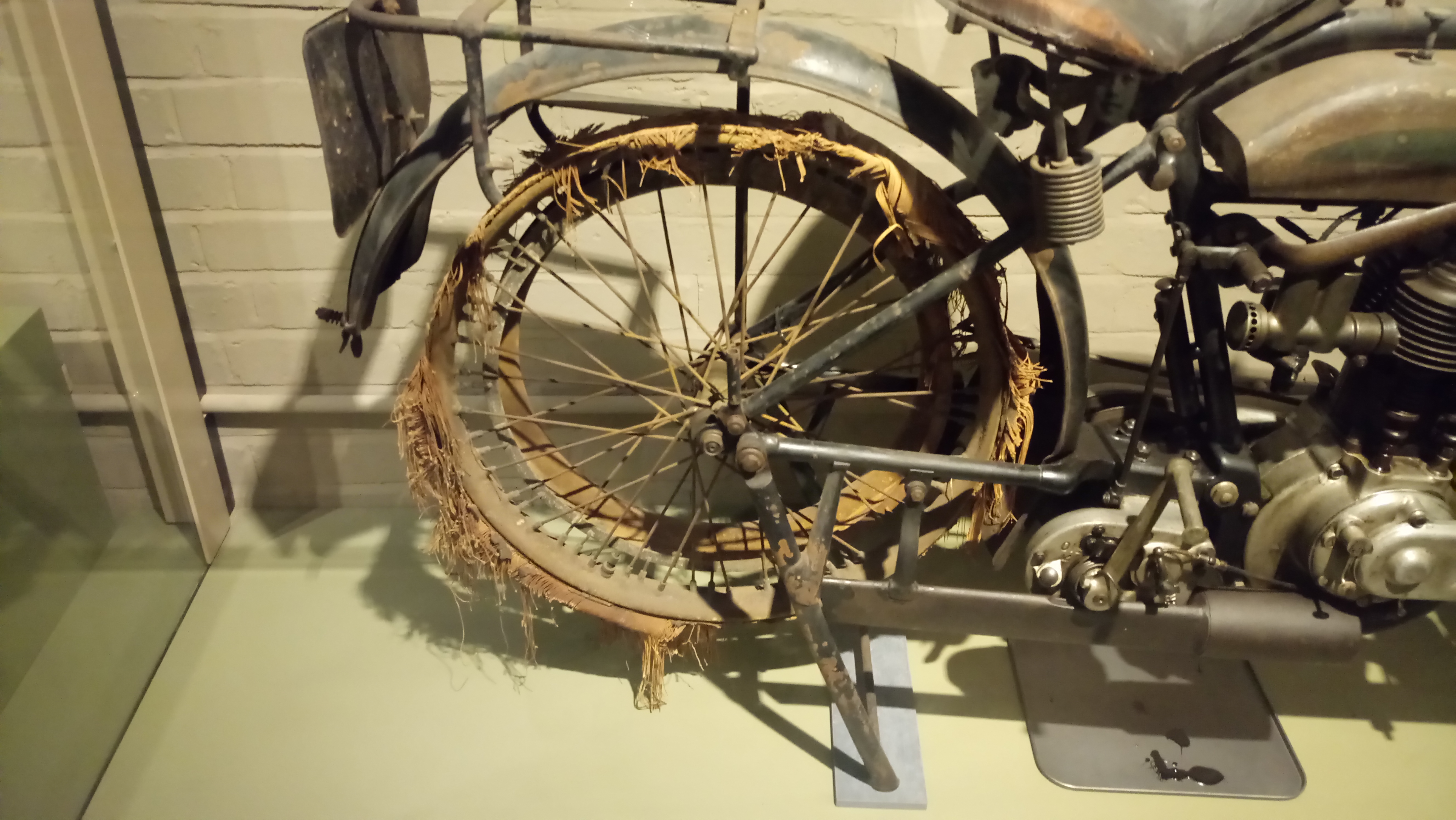
Колесо мотоцикла конца 1910-х — начала 1920-х годов, виден каркас из текстильного корда (натуральный каучук без консервантов полностью разложился, обнажив корд)

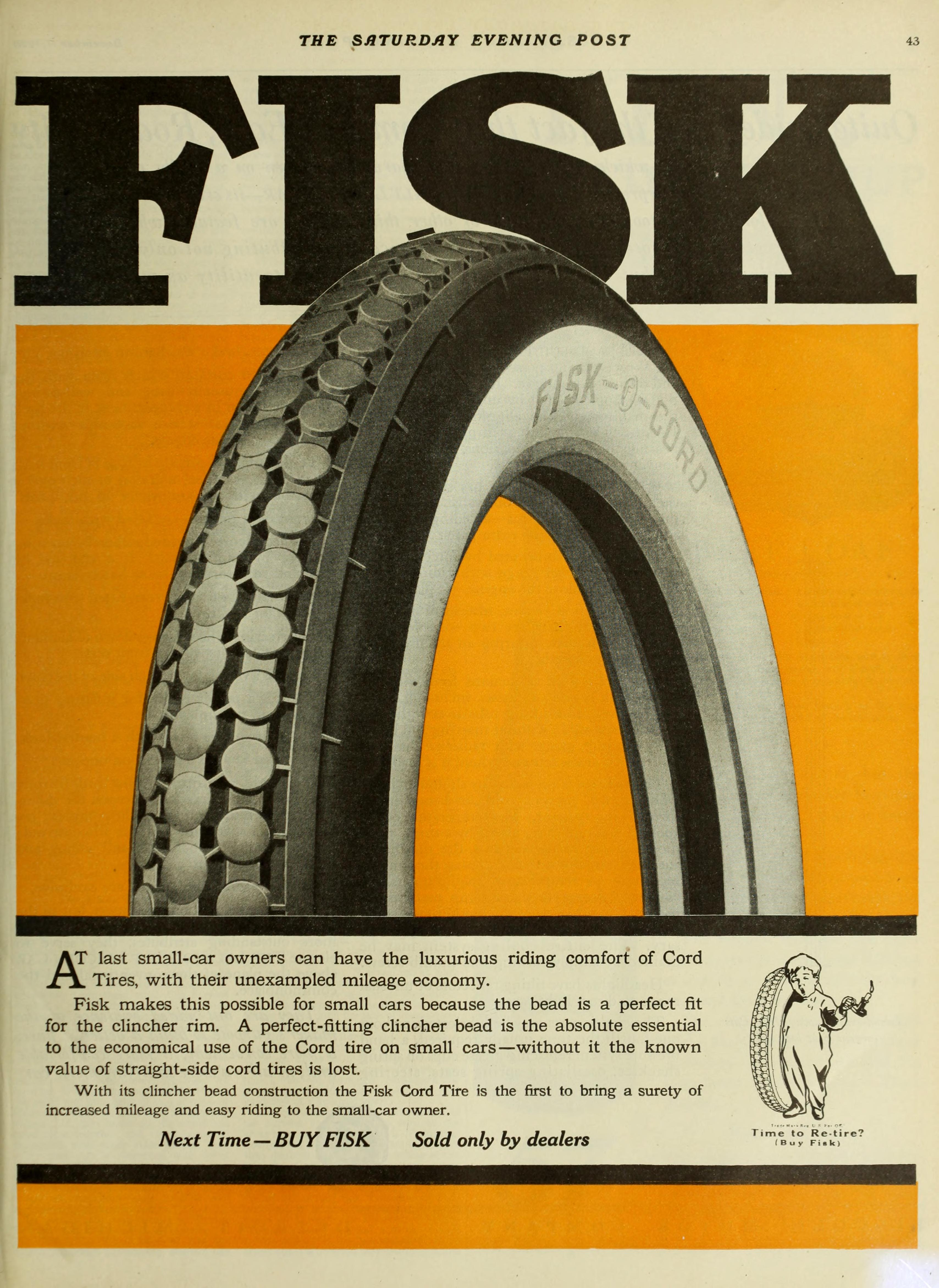
«Бюджетная» шина рубежа 1910-х — 20-х годов, клинчерная, с кордом, белой боковиной без углеродного наполнителя и чёрным протектором с развитым рисунком.

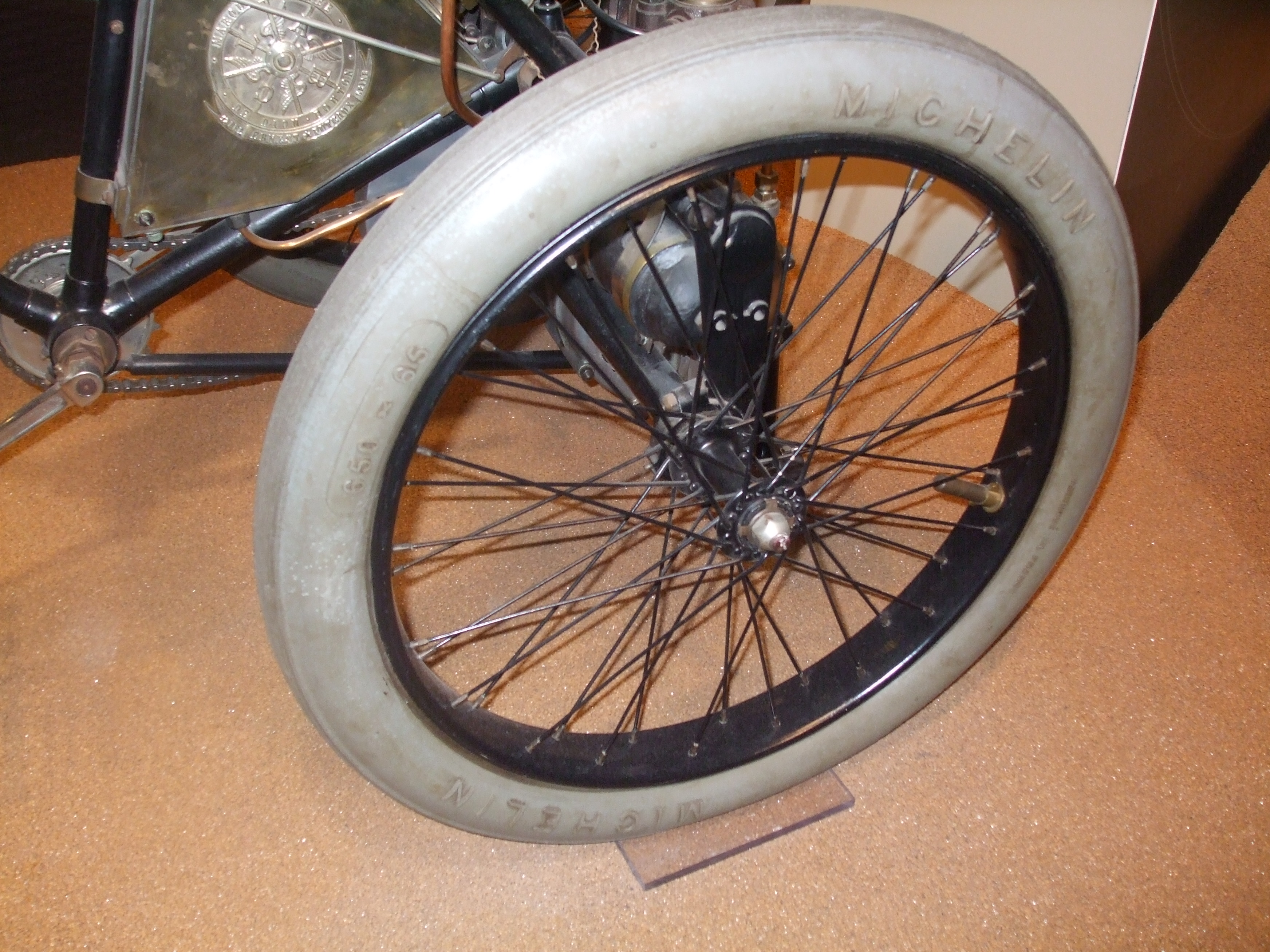
Шина начала XX века без углеродного наполнителя с протекторным рисунком в виде продольных канавок, размерность 650-65 мм.

Первые специальные автомобильные шины появились во Франции в 1895 году. Это были однотрубные (бескамерные устаревшего типа) пневматические шины с протектором без рисунка, имевшие профиль в виде кольца и армированные обычным полотном (без корда). Такие шины устанавливались на деревянные обода и крепились (приклеивались) к ним шеллаком.
Поначалу распространение получили так называемые клинчерные (кособортные) шины, запатентованные американцем Бартлетом в 1898 году. Они имели грушевидный профиль и удерживались на ободе за счёт мягких бортов (реборд), посаженных в охватывающие их крючкообразные закраины (загранки) имеющего особое сечение обода. Такие шины было очень трудно монтировать на обод, их борт часто перетирался, а грузоподъёмность была невысока, тем не менее до 1910-х годов они оставались наиболее распространёнными на европейских автомобилях. К тому времени уже были известны более совершенные прямобортные шины современного типа, с заделанными в борта стальными тросами, обеспечивающими удержание на ободе, но их распространение сдерживалось из-за патентных ограничений и конкурентной борьбы различных производителей шин. Лишь к середине 1920-х годов клинчерные шины на автомобилях практически вышли из употребления.
Главным «врагом» пневматических шин в начале XX века, помимо несовершенства конструкции и технология изготовления, были гвозди из лошадиных подков, в огромных количествах разбросанные по дорогам того времени. Для защиты от проколов на шины порой одевали «броню» из кожи со стальными шипами, дерева или даже металлических пластин. Тем не менее, в дальней поездке считалось необходимым иметь при себе как минимум две запасные шины. Как правило, они уже были смонтированы на обода — в случае прокола оставалось лишь установить на автомобиль обод в сборе с шиной (центральная часть колеса с деревянными спицами имела неразборное крепление к ступице и снималась только в сборе с ней).
Грузовые автомобили начала века обычно имели сплошные (массивные) шины без воздушной камеры, либо шины типа «эластик», имеющие пустоты в массиве. Скорость на таких шинах была ограничена примерно 30 км/ч — после этого начинался перегрев резиновой ленты и её расслоение. С 1910-х годов появляются первые пневматические шины для лёгких грузовых автомобилей с шириной профиля до 6", так называемые «пневматики-гиганты» (грузовики с грузоподъёмностью более 1,5 тонн продолжают оснащаться сплошными шинами). Это имело огромное значение, так как позволило значительно повысить скорость и рентабельность перевозки грузов. Из преимущественно внутригородского развозного транспорта, медлительного и тряского, грузовик стал превращаться в достойного конкурента для железнодорожных перевозок. Благодаря применению пневматических шин на автобусах появилась возможность налаживания междугородного автобусного сообщения.
С 1910 года начинается применение в конструкции шин специальной хлопковой кордной ткани особого плетения, изобретённой англичанином Палмером. Такая ткань состояла практически только из продольных ниток, скрученных в виде шнурков, которые соединялись в полотно немногочисленными поперечными нитями. Кордная ткань была очень прочна в продольном направлении и при этом эластична, испытывала намного меньшие напряжения по сравнению с обычным полотном и имела намного меньшее внутреннее трение, благодаря чему повышается срок службы шин, уменьшается нагрев и снижается сопротивление качению. Кроме того, её применение позволило формовать покрышки, придавая им постоянную форму с чётко выраженными боковинами и протектором (до этого они имели сечение, близкое к правильному кругу).
В 1911 году на шине был впервые использован протекторный рисунок, изначально в виде цилиндрических выступов или продольных канавок, резко улучшивший её характеристики на мокром покрытии. Ближе к концу того же десятилетия появляется более развитый протекторный рисунок.

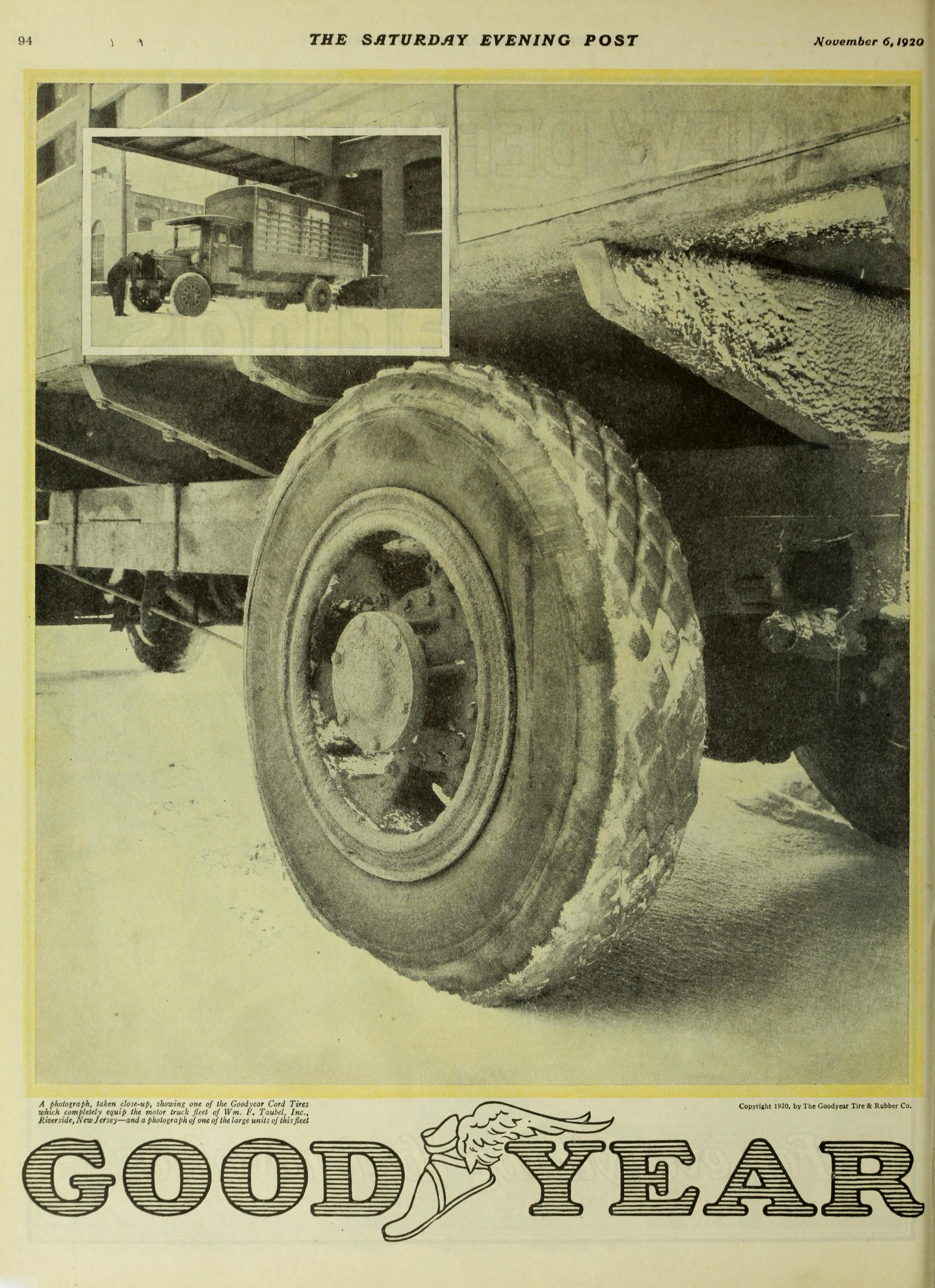
Грузовая пневматическая шина, 1920 год.

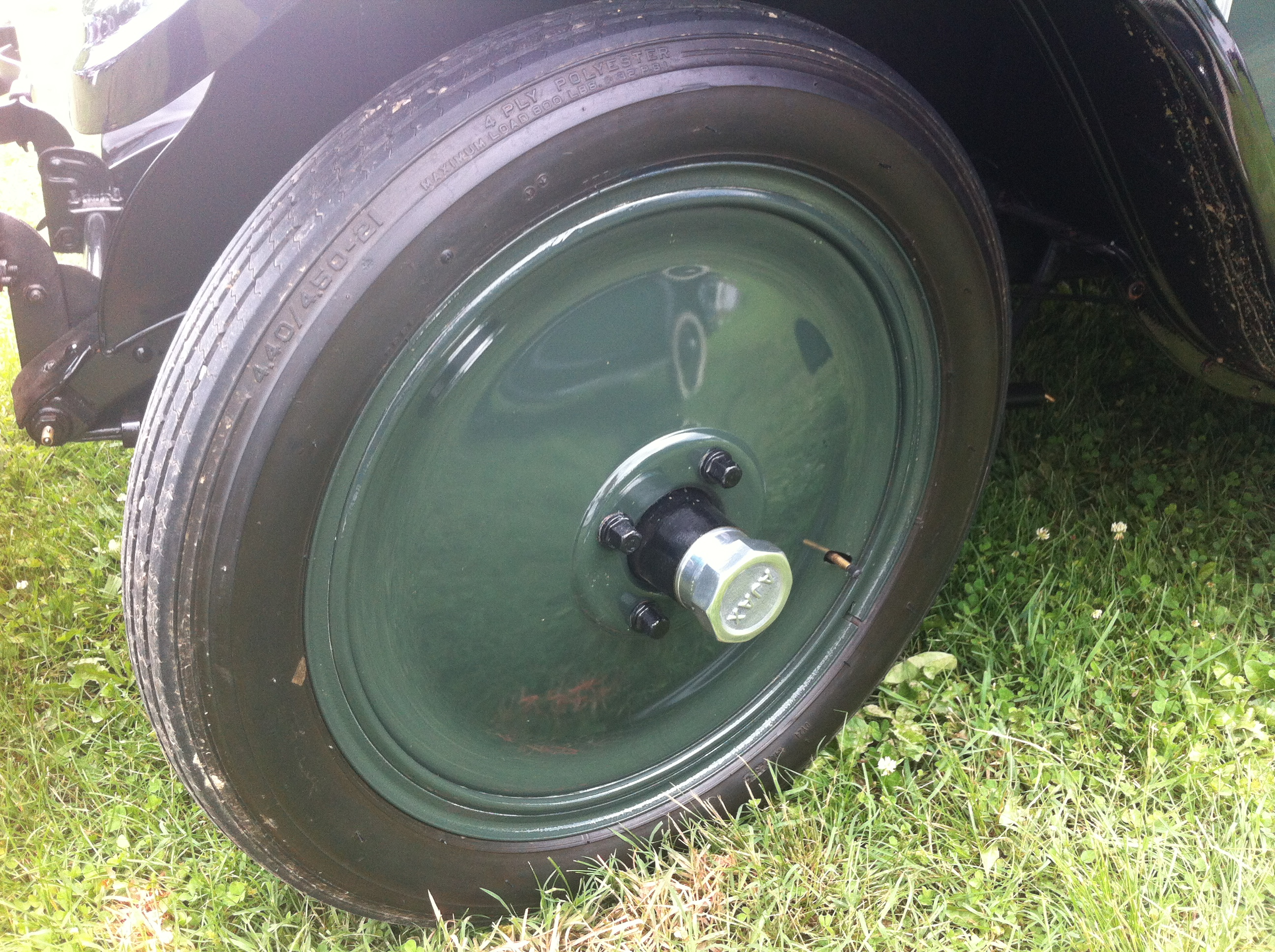
Шина высокого давления 1920-х годов.

Шины этого поколения изготовлялись из бессажевой резины на основе натурального каучука и имели цвет от грязно-серого до белого или слоновой кости, так как не имели в своём составе углеродного наполнителя. Такие шины имели очень низкую ходимость — в лучшем случае 5…6 тыс. км пробега (зачастую всего лишь 2,5…3 тыс. км), причём в шинах с каркасом из ткани с полотняным плетением (ткань «автопнев») полотно выходило из строя раньше, чем истирался протектор. Поэтому, хотя способность углеродного наполнителя улучшать свойства каучука, включая его износостойкость, была известна ещё с 1904 года, его применение на бескордных шинах не имело большого смысла. Чёрные шины с кордом и углеродным наполнителем, использовавшимся также в качестве консерванта для предотвращения разложения натурального каучука, появились в 1912 году среди продукции фирмы «Мишлен». Благодаря введению корда и углеродного наполнителя пробег шины увеличился в 4…6 раз.
Первые шины с углеродным наполнителем имели как правило серо-белые (или кремовые, цвета «слоновой кости») боковины и чёрный протектор, что было сделано главным образом для снижения стоимости производства (как уже упоминалось, чистый технический углерод получают сжиганием природного газа без доступа воздуха, и стоимость производства этим методом в те годы была высока). Более дорогие шины были полностью чёрными — в те годы это считалось признаком современности и стиля, кроме того, за такими шинами было проще ухаживать. Впоследствии, однако, ситуация изменилась — чёрные шины к середине тридцатых получили массовое распространение, а шины с белыми декоративными накладками на боковины (сами боковины были уже обычно чёрными, состоя из того же материала, что и протектор) со временем превратились в стильный аксессуар, за который просили доплату.
В 1920-х годах получают распространение шины низкого давления типа «баллон» (рабочее давление 1,5…2,5 атм), а к концу десятилетия появляются и шины сверхнизкого давления («сверхбаллон», 0,7…1,4 атмосферы) разработанные в НИИРП. «Баллоны» имели почти вдвое большие внутренний объём, чем у прежних шин высокого давления, на 20…30 % более широкий и высокий профиль и более тонкие стенки из особо эластичной кордовой ткани. Широкая опорная поверхность улучшила управляемость, а мягкая боковина и высокий профиль — значительно повысили комфортабельность. Несмотря на несколько больший расход топлива с шинами типа «баллон», а также необходимость изменения подвески и рулевого управления, они очень быстро получили распространение. Появляются грузовые пневматические шины большой грузоподъёмности, практически полностью вытеснившие сплошные шины и «эластики». В 1928 году в Германии и ряде других стран Европы эксплуатация грузовиков собственной массой менее 3,5 тонн на сплошных шинах была запрещена, а для более тяжёлых грузовиков на сплошных шинах был введён повышенный на 10 % налог. Шины «сверхбаллон» советского производства размерностью 800—250 мм прославились в ходе Каракумского автопробега, и впоследствии стали предшественниками специальных шин для автомобилей высокой проходимости.
Благодаря улучшению технологии производства и конструкции появляется возможность изготовлять шины с более широким и высоким профилем. В производстве шин используются ускорители вулканизации (гуаниды и тиазолы), антиоксиданты, активаторы (оксид цинка, стеариновая кислота). Шины теперь изготавливают с использованием искусственного каучука и с углеродным наполнителем, повышается их надёжность и ресурс. Благодаря этому, а также улучшению состояния дорог, появилась возможность иметь на автомобиле только одно запасное колесо (до середины двадцатых годов обычно имелось как минимум два). Вместо кордной ткани стали применяться отдельные жгуты корда без связывающих их поперечных нитей, которые укладывались в резиновую массу и таким образом склеивались друг с другом. Размеры шин стандартизируются, их ассортимент уменьшается, что упрощает снабжение.
Автомобили среднего класса в это время снабжаются шинами под обода размерностью 19…21" при ширине профиля 4…5" и наружным диаметре около 30" (например, Ford Model A — 4,50-21, а с 1930 года — 4,75-19). Большого класса — более широкими и с большим наружным диаметром, например 33-6,75". Высота боковины равнялась ширине шины или даже немного её превосходила (например, шины 4.40/4.50-21, устанавливавшиеся на автомобиле Ajax Six 1926 года; 4,50 — высота боковины в дюймах).
На протяжении 1930-х годов в связи со значительным ростом скоростей движения автотранспорта непрерывно улучшается конструкция шин и технология их изготовления. Улучшаются рецептуры резиновой массы, пропитки для корда. В 1937 году появляются шины с более прочным вискозным кордом, а в 1938 — с металлокордом.
В 1940-е годы значительно увеличивается ширина колёсных ободов и шин, при соответствующем увеличении абсолютной высоты боковины. Создаются специальные шины высокой проходимости с особыми рисунками протекторов («граунд-грип», «расчленённая ёлка» и т. п.). В 1946 году появляются бескамерные шины современного типа, одеваемые на герметичные сварные колёсные обода (колёса старого типа были клёпанными). В США шины с широкой декоративной белой полосой на боковине (Wide Whitewall Tires) в послевоенные годы получают массовое распространение, их нередко устанавливали даже на автомобилях недорогих марок.

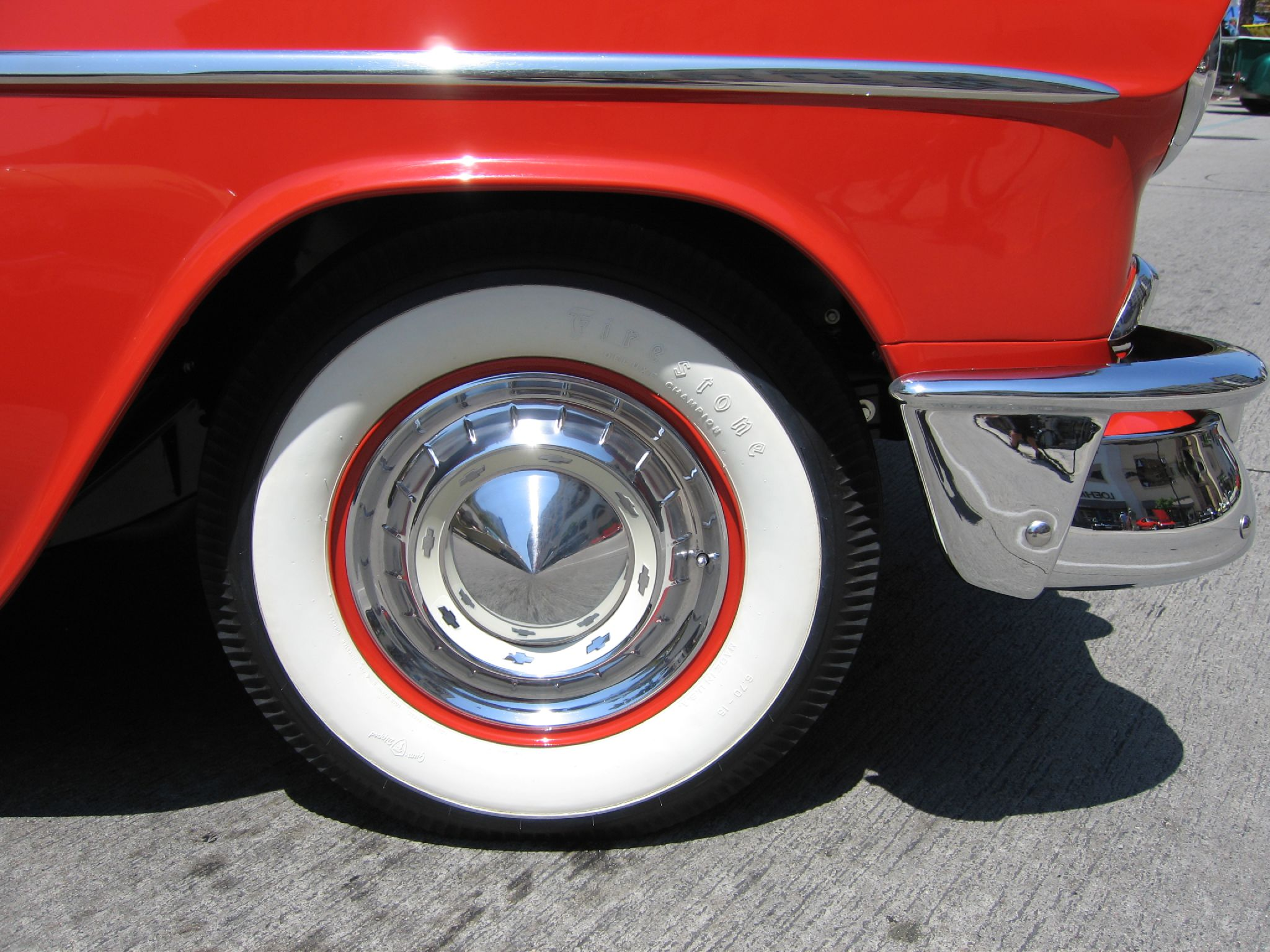
Шина пятидесятых годов с широкой белой боковиной — 1955 Chevrolet.

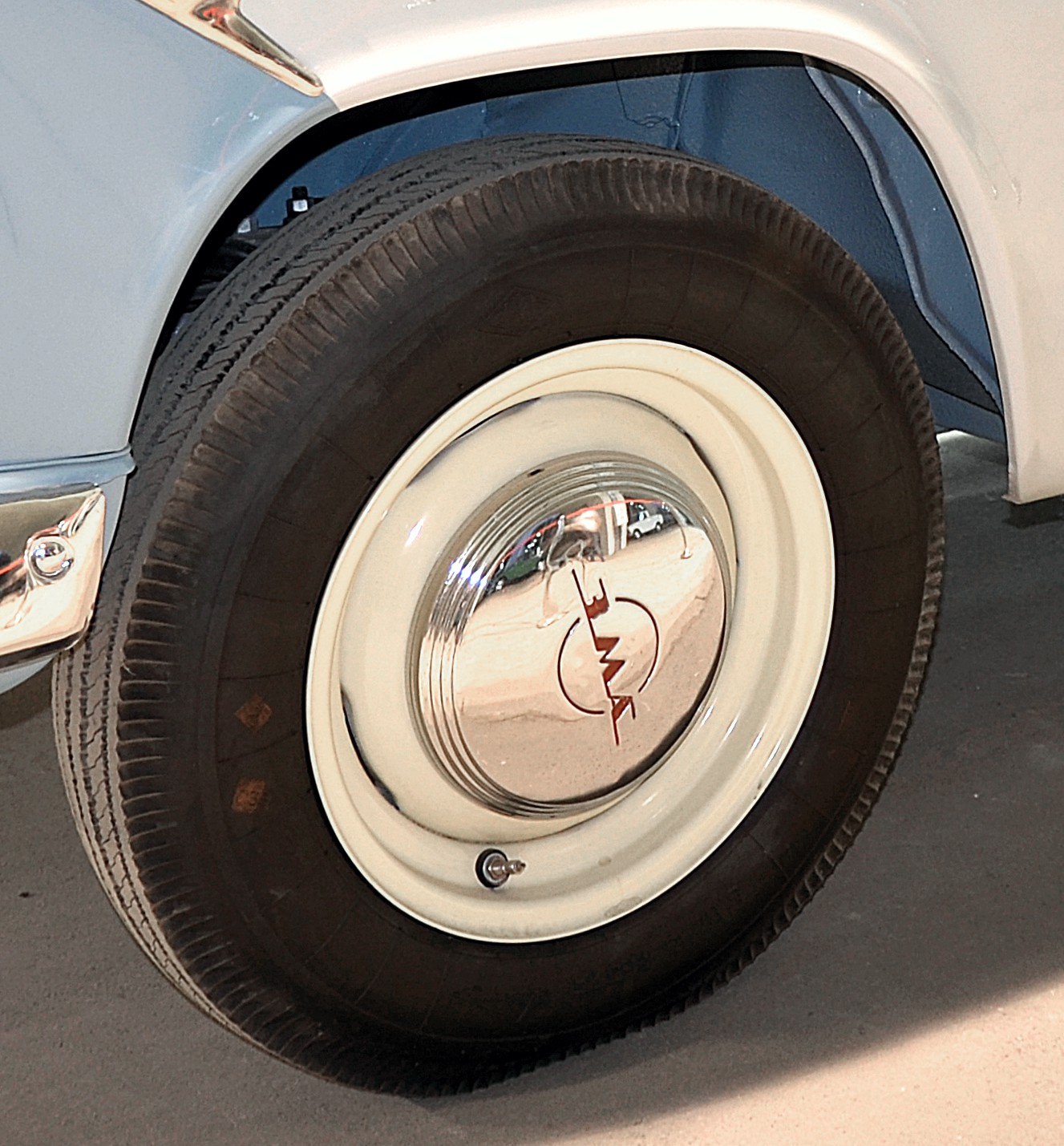
Шина малолитражного автомобиля пятидесятых годов размерностью 5,60-15 (модель М-57, устанавливалась на «Москвич-407»).

Вплоть до 50-х годов шины большинства автомобилей имели размерность не менее 15…16 дюймов, при небольшой ширине и очень высокой боковине (полнопрофильные, с высотой боковины, практически равной ширине шины — например, в США была стандартизирована высота профиля шины в 90 %). Одной из причин этого было состояние дорожного хозяйства — за пределами Западной Европы большинство дорог не имело твёрдого покрытия (грунтовые, щебёночные, грейдерные и т. п.), а из имевших его большая часть приходилась на вымощенные бетонными плитами, имевшие часто расположенные стыки (например, в американском штате Огайо первая асфальтированная магистраль была построена только в 1948 году). Это требовало от шины высокой способности поглощать толчки, возникающие при проезде неровностей.
К примеру, в СССР, где проблема плохих дорог стояла весьма остро, послевоенная «Победа» М-20 имела шины размерностью 6,00-16, а малолитражный «Москвич-400» — 4,5-16 («401» — 5,00-16). Шины автомобилей среднего класса имели наружный диаметр порядка 700 мм и более (шина размерностью 6,70-15 модели И-194, устанавливавшаяся на «Волгу» ГАЗ-21 — 718 мм), что в сочетании с мощным диагональным каркасом боковины обеспечивало высокую способность шины гасить толчки при проезде неровностей дороги, а также её хорошую стойкость к ударам, проколам и порезам. На малолитражных автомобилях использовались шины с более низким и узким (в абсолютном измерении) профилем, но также с посадочным диаметром 15-16 дюймов (Renault Dauphine — 5,00-15, «Москвич-402» — 5,60-15, и так далее), которые из-за этого имели меньшую грузоподъёмность и были менее комфортабельны.
Помимо плохих дорог, другой причиной использования шин сравнительно большой размерности было несовершенство использовавшихся материалов и технологии производства в те годы: текстильный корд имел низкую удельную прочность, что вынуждало укладывать его во много слоёв, из-за чего боковина и протектор шины оказывались очень толстыми. На высокой скорости они сильно нагревались за счёт внутреннего трения при деформации, в результате чего при длительном движении на скоростях уже порядка 120…150 км/ч происходило расслаивание боковины и отслаивание протектора с последующим разрывом шины. Увеличение размерности шины позволяло снизить её деформацию и уменьшить нагрев, а высокая боковина хорошо рассеивала тепло. При этом в шине поддерживали повышенное по современным меркам давление, чтобы снизить деформацию.
На спортивных и гоночных автомобилях применялись специальные высокоскоростные шины размерностью 16…21 дюйм с шириной профиля 5…7 дюймов, облегчённым каркасом из высокосортной стальной проволоки, кордом из шёлка, вискозного волокна или капрона (полиамидного волокна) и резиной из лучшего натурального каучука, что позволяло увеличить предельную скорость ценой резкого снижения живучести и износостойкости. С 1947 года наряду с вискозным кордом применяется также более прочный полиамидный (капроновый).
Распространение шин с более прочным каркасом из синтетических волокон и сравнительно тонкими боковиной и протектором открыло дорогу к росту скоростных характеристик автомобилей, а также значительному снижению размерности шин. В те годы это считалось путём прогресса, поскольку маленькие колёса позволяли значительно улучшить компоновку автомобиля, разместив в тех же наружных габаритах более просторный салон, а также снизить неподрессоренные массы.
В 1946 году французской фирмой Michelin была разработана первая массовая радиальная шина Michelin X, которая с 1948 года стала устанавливаться на Citroën 2CV. В 1952 году той же фирмой была представлена первая радиальная шина для грузовика. Радиальная конструкция с жёстким металлокордом позволила вместо 8…14 слоёв каркаса иметь всего 2…4 без снижения допустимой нагрузки и при увеличении ресурса во много раз. Кроме того, благодаря жёсткой боковине шины, менее склонной к уводу под действием боковой силы, значительно улучшалась управляемость. Однако по целому ряду причин (низкая комфортабельность из-за жёсткого качения шин с радиальным металлокордом, дороговизна, консерватизм потребителей и производителей, высокая чувствительность к повреждениям и так далее) широкого распространения радиальные шины за пределами Франции долгое время не получали.

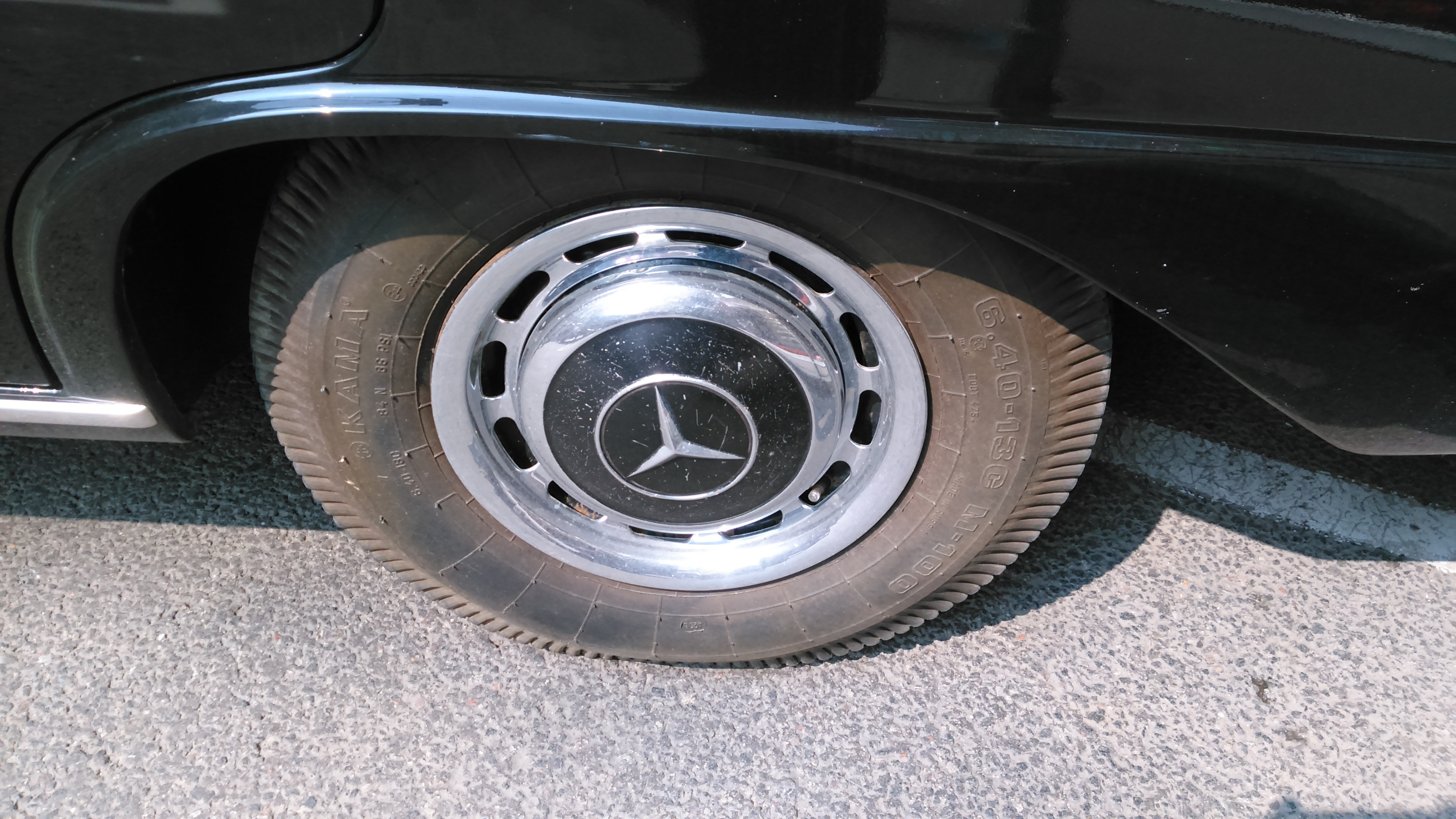
Шина размерностью 6,40-13" на Mercedes-Benz W111 (1959—1968). Шина не той модели, которая ставилась с конвейера, но соответствующей размерности и того же периода.

К середине 1950-х стандартной размерностью колёс для новых микро- и малолитражных автомобилей становятся 12…13 дюймов, причём такие шины имели большую ширину и, соответственно, более высокую боковину, чем у прежних размерностью 15..16 дюймов (при том же их соотношении), что позволяет практически сохранить наружный диаметр и повысить комфортабельность. Более крупные машины начинают оснащаться шинами размерностью 14…15 дюймов. Самые маленькие шины, размерностью 8…10 дюймов, применялись на мотороллерах, мотоколясках и микроавтомобилях — причём работали такие шины в самых тяжёлых условиях, поскольку из-за небольшого диаметра при той же скорости делали намного больше оборотов, а их сравнительно низкие боковины плохо рассеивали тепло. Ширина профиля достигла для малолитражек 5,2"…6,0", а для автомобилей среднего и большого класса — 6,0"…9,0". Высота боковины несколько снизилась, но всё ещё оставалась значительной (более 80 % ширины), что предопределяло высокую грузоподъёмность, хорошую проходимость и комфортабельность. Шины были в абсолютном большинстве случаев использовались диагональные — обеспечивающие хорошую комфортабельность, но посредственную управляемость, на которую ещё не обращали большого внимания. Характерный для больших американских автомобилей этой эпохи эффект существенного «запаздывания» реакции на вращение рулевого колеса не в последнюю очередь обусловлен своим возникновением именно высокопрофильным диагональным шинам тех лет с высокой и податливой в поперечном направлении боковиной.

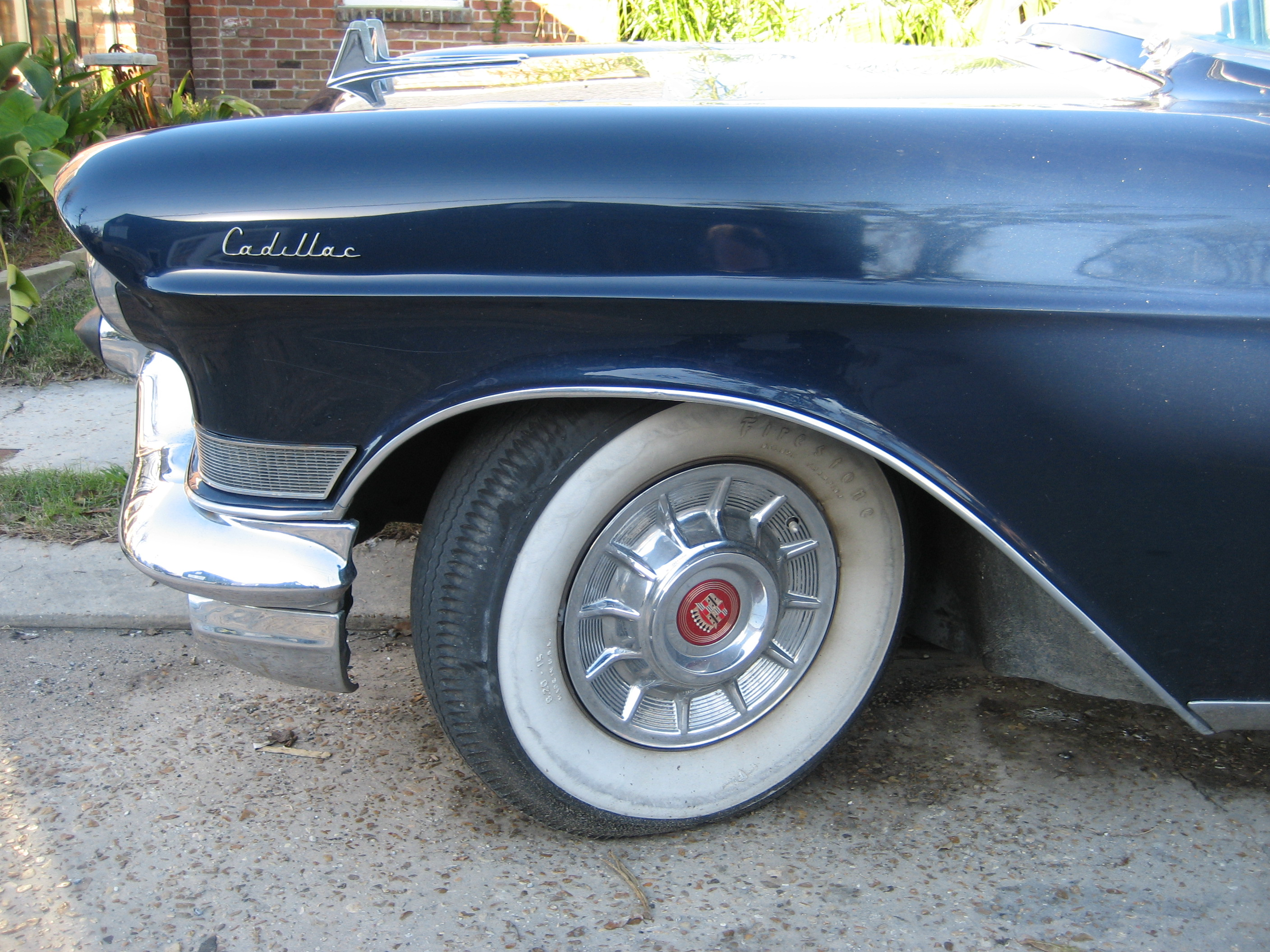
Шина конца 1950-х годов размерностью 8,20-15. Вскоре после этого мода на широкие белые боковины пройдёт.

В 1960 году в СССР на Московском шинном заводе была разработана радиальная шина М-75 со съёмными протекторными кольцами. Эта шина монтировалась на обод без протектора, после чего на неё в спущенном состоянии надевали три отдельных протекторных кольца, которые при накачивании прочно закреплялись на своих местах. В процессе эксплуатации изношенные протекторные кольца могли заменяться новыми, сама же шина при отсутствии серьёзных повреждений («грыж», порезов боковины) была практически «вечной». Кроме того, появлялась возможность на одной и той же шине устанавливать протектор с различным рисунком, в соответствии с текущими требованиями (для сухой или мокрой погоды, зимний, грязевой). Аналогичные шины типа РС размерностью 7,50—20" были разработаны для грузовика ГАЗ-51 на Ярославском шинном заводе. Однако эта технология не была доведена до требуемого уровня надёжности и долговечности и не получила широкого распространения.

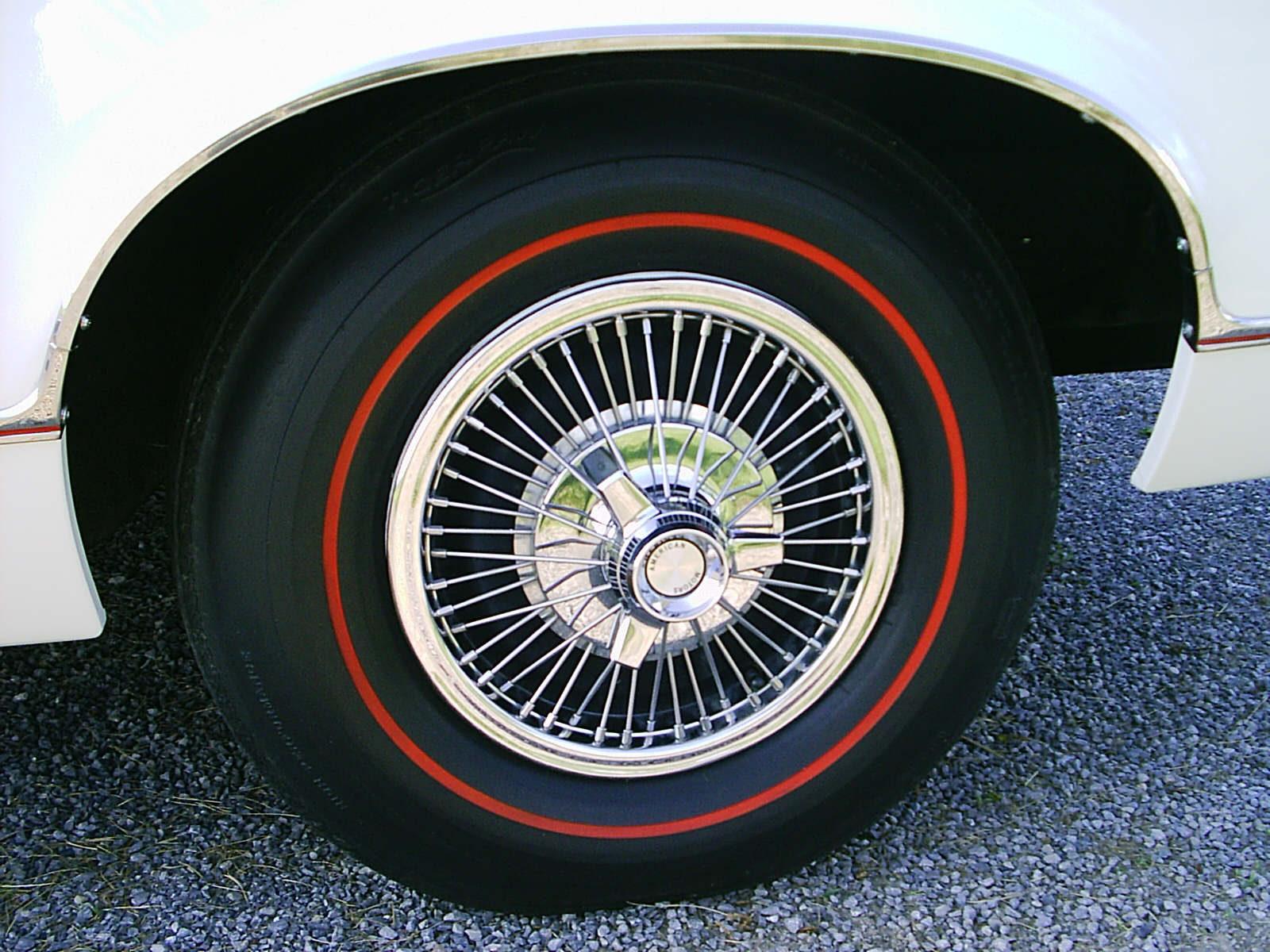
Шина шестидесятых в стиле Red Stripe (1967 AMC Marlin, шина—реплика производства US Royal, модель Tiger Paw Red-Stripe High-Performance 8,25×14").

Начиная с 60-х годов стали уделять больше внимания управляемости автомобилей, что выразилось в уменьшении высоты профиля шин до примерно 70…80 % от ширины, при одновременном увеличении ширины протектора. Кроме того, значительное улучшение дорог позволило ощутимо уменьшить размерность шин: до 10…13 дюймов на микро- и малолитражных автомобилях, и до 13…15" на автомобилях более высоких классов. Так, «Москвич-408» использовал шины размерностью 6,00-13", «Жигули» ВАЗ-2101 — 6,15-13". Близкую размерность имели и другие европейские малолитражки, а на микролитражных автомобилях обычно применялись шины размерностью 10 или 12 дюймов — например, 5,20-12" на Fiat 600, 145-10" на Austin Mini или 5,00-10" на «инвалидке» Серпуховского завода. Автомобили более высоких классов обычно использовали размерность 14", хотя даже на них порой могли встречаться и 13-дюймовые обода — например, младшие модели «Мерседеса» среднего литража в середине 1960-х использовали шины размерностью 7,00-13".
Американские «компактные» автомобили часто из соображений экономии снабжались шинами размерностью 13" в базовой комплектации, например, 6,00-13" у Ford Falcon модели 1960 года, а более соответствующие их габаритам и массе 14-дюймовые обода предлагались в качестве опции. «Среднеразмерные» автомобили, которые по размеру были чуть крупнее советской «Волги», имели обычно 14-дюймовые шины — например 7,35-14" у Plymouth Satellite модели 1965 года. «Полноразмерные» автомобили уже использовали шины на 15"; например, автомобили Cadillac 1966 модельного года — размерностью от 8,00-15" у сравнительно лёгких моделей до 9,00-15" у лимузинов.
В этот период значительно улучшается качество шин, в частности, появляются методы контроля однородности шины по её динамическому дисбалансу.
Отражая снижения высоты профиля, в шестидесятые годы белая полоса на боковине сужается до 1" — 3/4" (2,5 — 2 см), это стиль Narrow Whitewall Tires; ближе к середине десятилетия появляются и шины стиля White Band, с очень узкой, всего около полудюйма (12,7 мм), полосой, или парными ещё более тонкими полосками. Наряду с традиционным белым для полоски предлагаются красный, синий, жёлтый и другие цвета, а также — шины с буквами на боковине.

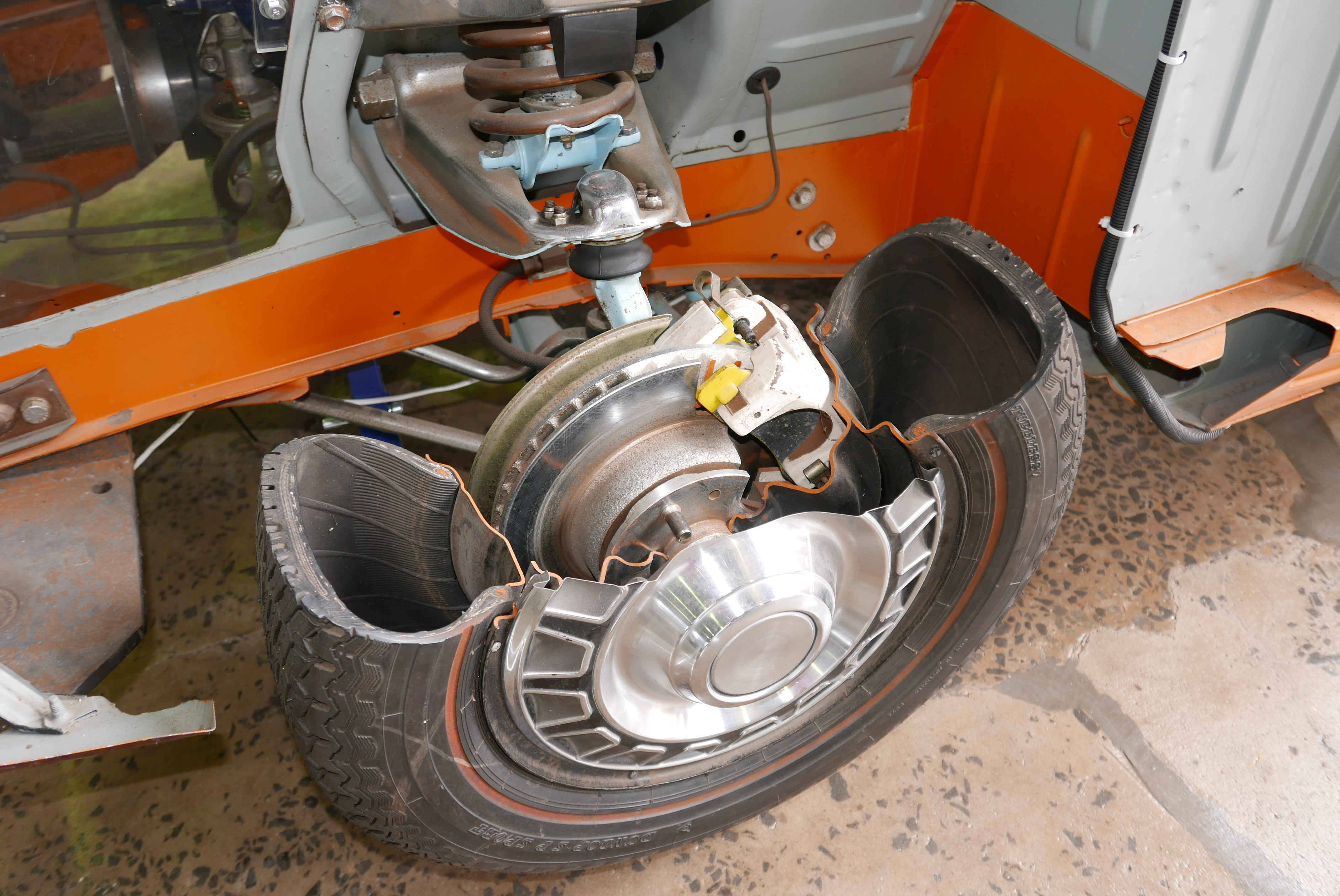
Разрез радиальной шины Dunlop SP Sport. Хорошо видны двухслойный радиальный каркас и мощный четырёхслойный брекер. 1971 год.

Также в шестидесятых годах начинают получать распространение радиальные шины, с образованной радиально ориентированными нитями каркаса эластичной боковиной и мощным, практически нерастяжимым в радиальном направлении брекером (в то время их могли также называть «шинами типа „Р“» или «шинами с меридиональным расположением нитей корда»). В частности, первой массовой радиальной шиной в СССР была устанавливавшаяся со второй половины 1963 года на некоторые серии «Волги» ГАЗ-21 шина Я-260 размерностью 175-15Р. Для грузовиков ГАЗ выпускались радиальные шины размерности 200-508Р и 220-508Р.
Сочетание тонкой, эластичной боковины с радиальным каркасом и жёсткого брекера, а также меньшее число слоёв корда, позволяли уменьшить нагрев шины при движении и её массу, снизить значение бокового увода колеса, тем самым значительно улучшив управляемость автомобиля. Между тем, из-за использования в них жёсткого металлокорда и радиального каркаса боковины такие шины имели жёсткое качение и не обеспечивали высокой комфортабельности, что дополнительно усугублялось вследствие того, что подвески автомобилей тех лет обычно имели частотно-упругие характеристики, рассчитанные на диагональные шины и не совпадающие с соответствующими характеристиками радиальных, а также зачастую не имели резиновых элементов подвески, эффективно поглощающих возникающие при жёстком качении радиальных шин толчки и вибрации. Кроме того, радиальные шины первых поколений из-за особенностей конструкции не могли иметь большую ширину профиля и были очень чувствительны к ударам и порезам боковины.
Из-за всего этого комплекса факторов массового распространения они долгое время не получали, предлагаясь главным образом в качестве опции, доступной за доплату, или на рынке аксессуаров — на конвейере их ставило на свои автомобили лишь небольшое число фирм, например, тот же Citroёn (принадлежавший основному производителю «радиалок» тех лет, Michelin). Тем не менее, к концу 1960-х радиальными были более 95 % шин, выпущенных во Франции, и 85 % в Италии; в других развитых странах на них приходилось порядка 40..50 % выпуска шин. В США переход на радиальные шины сильно затянулся: первой моделью автомобиля, комплектовавшейся на заводе исключительно радиальными шинами, стал лишь Lincoln Continental Mark III 1970 года, окончательный же переход на них состоялся только в 1980-е годы.
Дополнительной мощной антирекламой радиальных шин в США послужила кампания по массовому отзыву представленных в 1971 году радиальных шин модели Firestone 500, которые из-за неудачной конструкции и производственного брака оказались склонны к отслаиванию протектора на высокой скорости и при большом пробеге. Проведённое Конгрессом расследование связало с этим дефектом гибель не менее 250 человек. Не сумев добиться должного качества продукции, в 1978 году фирма Firestone была вынуждена отозвать все 7 миллионов выпущенных шин этой модели, а также выплатить 500 000 долларов штрафа и миллионные компенсации пострадавшим.
Чтобы устранить ряд недостатков диагональных шин, американские производители с 1967 года стали выпускать так называемые «опоясанные» диагональные шины (Belted Bias-ply tires, «диагонально-опоясанные», «шины типа ОД»), у которых диагональный каркас с углом между нитями порядка 45—60° имел меньше слоёв, чем у обычной диагональной шины, и дополнялся специальным усиливающим «поясом» в брекере из особо прочного высокомодульного корда с углом между нитями порядка 69—80°, играющим ту же роль, что и нерастяжимый металлокордный брекер у радиальных шин. Такие шины сочетали комфортабельность и живучесть диагональных со сниженным сопротивлением качению и увеличенным примерно в 1,5 раза сроком службы, и при этом могли изготавливаться на имеющемся оборудовании, без дорогостоящего переоснащения шинного производства, а также имели такие же резонансные характеристики, как и у диагональных шин, не требуя изменения подвески автомобиля для сохранения комфортабельности. Однако по управляемости диагонально-опоясанные шины всё же сильно уступали радиальным. В 1971 году на «опоясанные» шины приходилось 49 % от общего выпуска шин в США, но за пределами американского континента распространения они так и не получили. Наиболее известной шиной такого типа была Goodyear Polyglas с высокомодульным кордом из стекловолокна в брекерном поясе, использовавшаяся на многих масл-карах.
Совершенствуется форма протектора, элементы которого становятся более высокими и мелкими, появляются дополнительные боковые канавки для отвода воды из пятна контакта шины, позволяющие улучшить сцепление на мокром покрытии. Появляются варианты протектора с асимметричным рисунком. Увеличивается использование для производства шин и камер высококачественного бутилкаучука, практически не пропускающего воздух и тем самым практически устраняющего необходимость периодического подкачивания колёс.

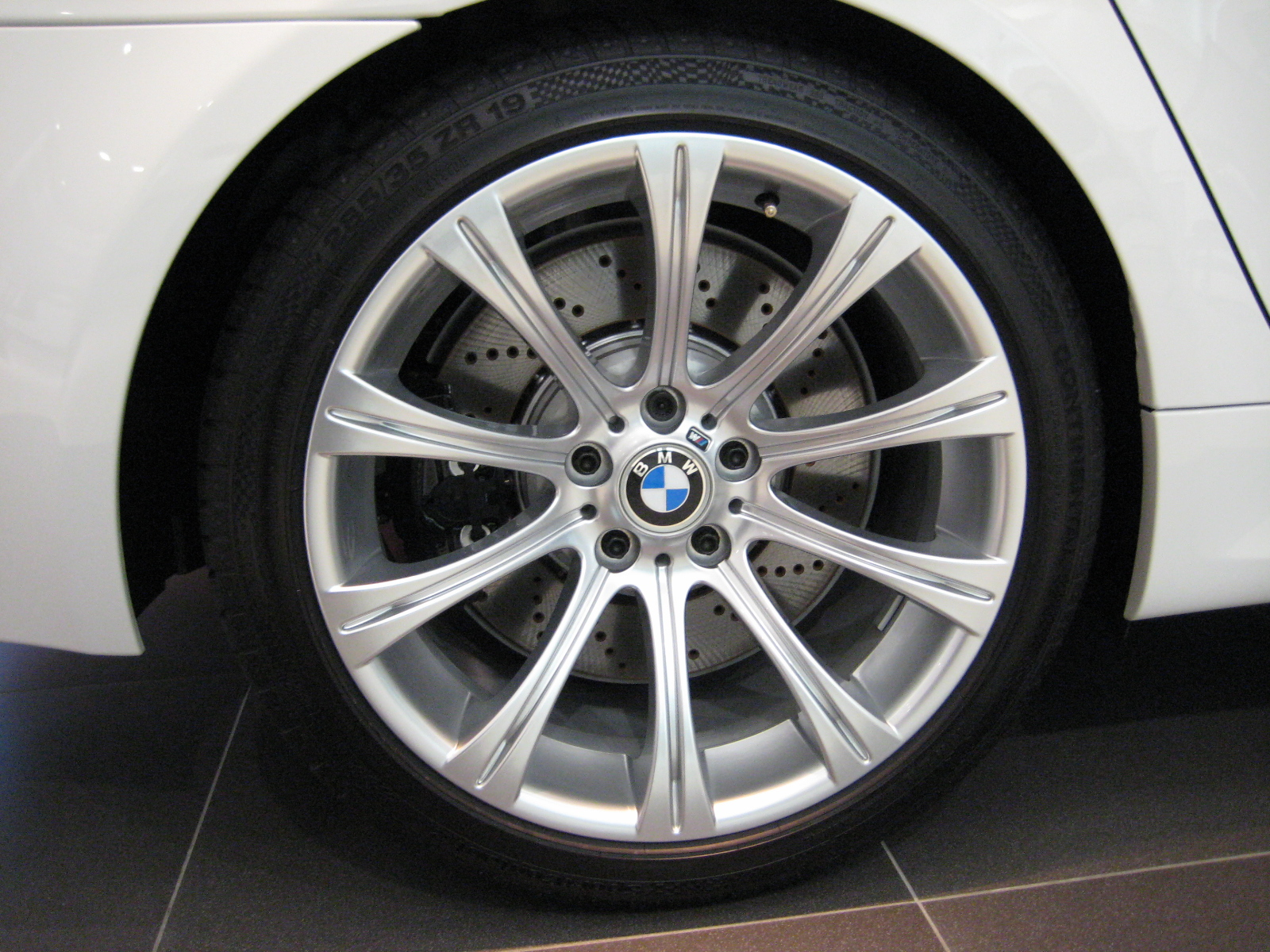
Современная сверхнизкопрофильная шина (BMW E60 M5)

В 70-е и 80-е годы высота профиля шин ещё больше снижается; так, в США с 1972 года стандартной становится высота боковины шины, составляющая 78 % от ширины, при этом нередко встречались шины с высотой профиля 70 % и даже ниже. Ближе к концу этого периода радиальные шины окончательно вытесняют диагональные на легковых автомобилях. Произошло это благодаря прогрессу в области химии синтетических материалов, давшему возможность вместо традиционного металла в каркасе радиальных шин использовать высокопрочные искусственные волокна, что позволило в значительной степени победить один из главных недостатков радиальных шин — повышенную передачу толчков и вибрации от дороги. Лишь с появлением к середине семидесятых сочетающих хорошую управляемость и приемлемый комфорт радиальных шин с синтетическим или комбинированным кордом они получают однозначное признание и повсеместное распространение.
На легковых автомобилях в этот период обычно используются шины размером не более 12-15", причём размерности шин всё больше стандартизируются. В середине 70-х получают распространение так называемые низкопрофильные шины, у которых высота профиля составляет 60…70 % от ширины. Первая такая шина была разработана итальянской фирмой Pirelli для модели Lancia Stratos. В СССР первые подобные шины появились на «Жигулях» ВАЗ-2105.
С 90-х годов наблюдаются всё бо́льшие тенденции, направленные на уменьшение высоты профиля шины при сохранении ширины и одновременном увеличении посадочного размера, и, соответственно, использовании дисков большего диаметра для сохранения радиуса качения. Это делает возможным установку тормозных механизмов большего диаметра, что необходимо в свете роста мощностей моторов и скоростей автомобилей. Также уменьшается деформация боковых стенок шины — это улучшает реакции шины на действия рулём и снижает нагрев шины, но, с другой стороны, ухудшает комфортабельность движения (особенно по дорогам невысокого качества), долговечность (в тех же условиях) и проходимость, а форма пятна контакта становится короче и шире (то есть, боковое сцепление с дорогой становится большим по величине, чем сцепление в продольном направлении).

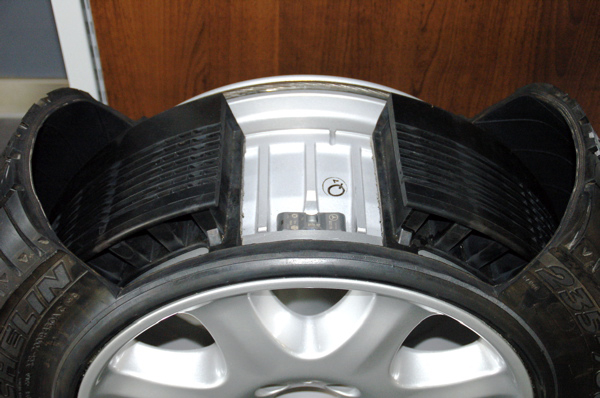
Шина PAX фирмы Michelin в разрезе

Также, снижение сопротивления качению шины является одним из приоритетнейших направлений в развитии шинной промышленности. Снижение сопротивления позволяет повышать экономичность движения автомобиля, за счёт более совершенных материалов, применяемых в протекторе, которые поглощают меньше энергии при растяжении и сжатии. Больших успехов достигла компания Michelin, разработанные ею опытные образцы покрышек Proxima позволяют снизить вес на 20 %, а сопротивление качению на 25 % — до 6,5 кг/т по сравнению с покрышками серии Energy, обладающими сопротивлением в 9 кг/т (для справки — шины, выпущенные в 1897 году, имели сопротивление качению в 25 кг/т).
Безопасная шина (Runflat)
Возможность нести вес автомобиля в случае потери воздуха определённое количество километров без вреда для колёсных дисков — важное достижение шинников за последнее время. Такие шины обычно носят название «run flat». К реализации идеи создания шины не боящейся прокола компании подошли по-разному. Например Goodyear используют в своих шинах EMT (Extended Mobility Tire) специальные вставки в плечевой зоне, которые не позволяют шинам полностью складываться. Michelin же в шинах PAX используют нестандартный обод, с жёстким кольцом, на которое в случае потери давления и опирается автомобиль.

## Хранение
Шины следует хранить в сухих вентилируемых помещениях при температуре от минус 30 °C до 35 °C, минимум в метре от приборов отопления. Рядом не должны находиться растворители, кислоты, щёлочи и т. п. 
Шины должны быть защищены от воздействия солнечных лучей. 
Шины следует располагать так, чтобы избежать деформации бортов; через каждые три месяца рекомендуется поворачивать шины (или пакеты шин), меняя точку опоры.

## Нормативные акты

### Россия
- Правила эксплуатации автомобильных шин АЭ 001-04 (утверждены распоряжением Минтранса РФ от 21 января 2004 г. № АК-9-р). В соответствии с решением комиссии Минтранса России от 18.04.2006 г. (созданной распоряжением Департамента государственной политики в области дорожного хозяйства, автомобильного и городского пассажирского транспорта Минтранса России № 02-ЕМ-142/2-р), принятого с учётом требований статьи 46 ФЗ «О техническом регулировании», а также в целях обеспечения безопасности эксплуатации автотранспортных средств и охраны окружающей среды документ АЭ 001-04 «Правила эксплуатации автомобильных шин» действует без ограничения срока действия до вступления в силу соответствующих технических регламентов.

Стандарты
- ГОСТ 4754-97 «Шины пневматические для легковых автомобилей, прицепов к ним, лёгких грузовых автомобилей и автобусов особо малой вместимости. Технические условия»
- ГОСТ 5513-97 «Шины пневматические для грузовых автомобилей, автоприцепов, автобусов и троллейбусов. Технические условия»
- ГОСТ 13298-90 «Шины с регулируемым давлением. Технические условия»

## Применение изношенных покрышек в благоустройстве
Существует обычай (особенно распространённый в России и других постсоветских странах) использовать старые автошины для украшения детских площадок и придомовых территорий. Искусствоведы обозначают такое народное творчество термином «ЖЭК-арт». Отношение к этой традиции неоднозначное: многими это считается неэкологичным или неэстетичным; в частности, в ряде городов России это запрещено местными властями. С 2021 года введён запрет на использование такой резины в качестве «элементов благоустройства», нарушителям грозят денежные штрафы.

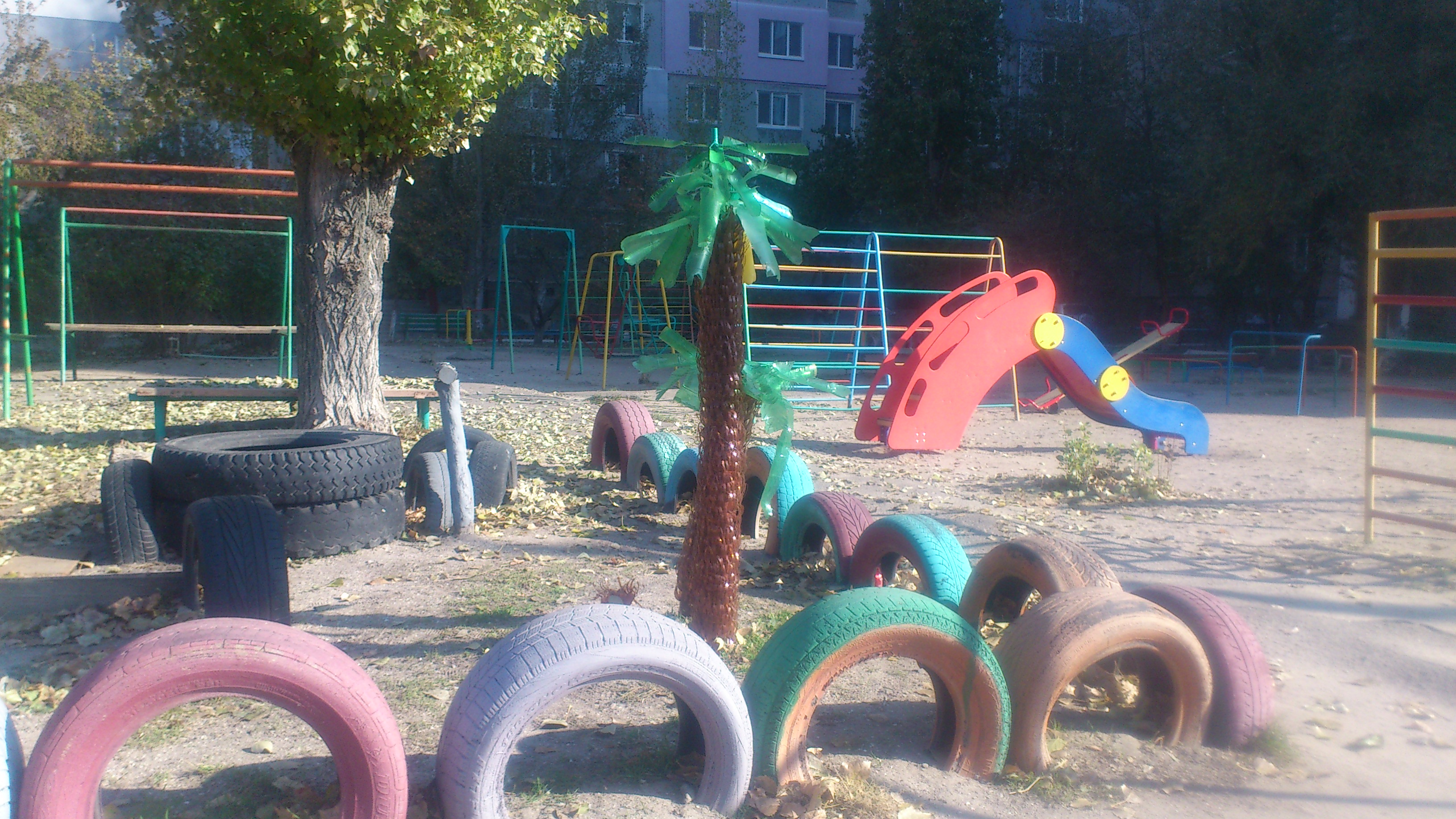
Детская площадка с покрышками в г. Николаев, Украина
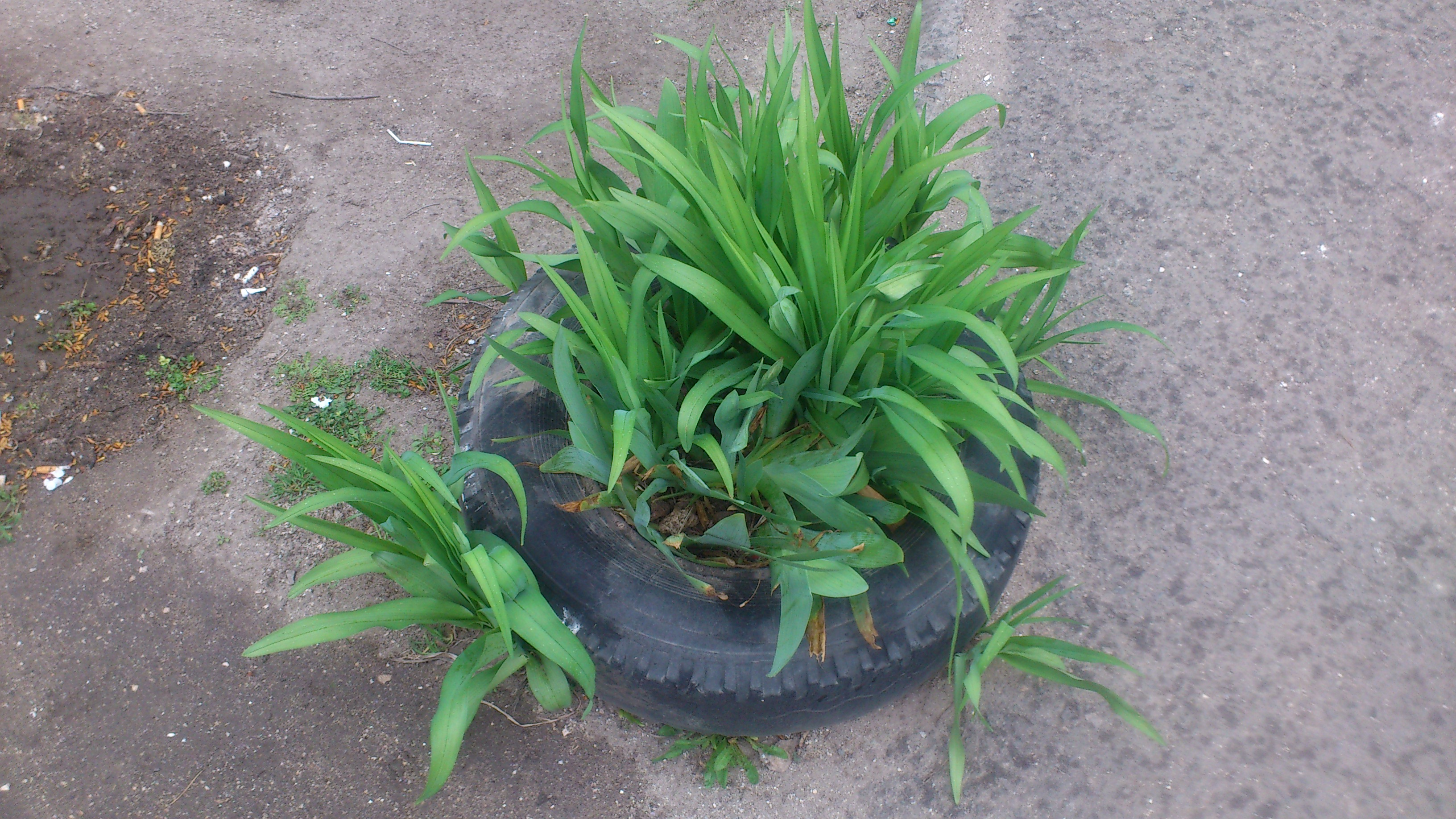
Покрышка-клумба, г. Николаев, Украина
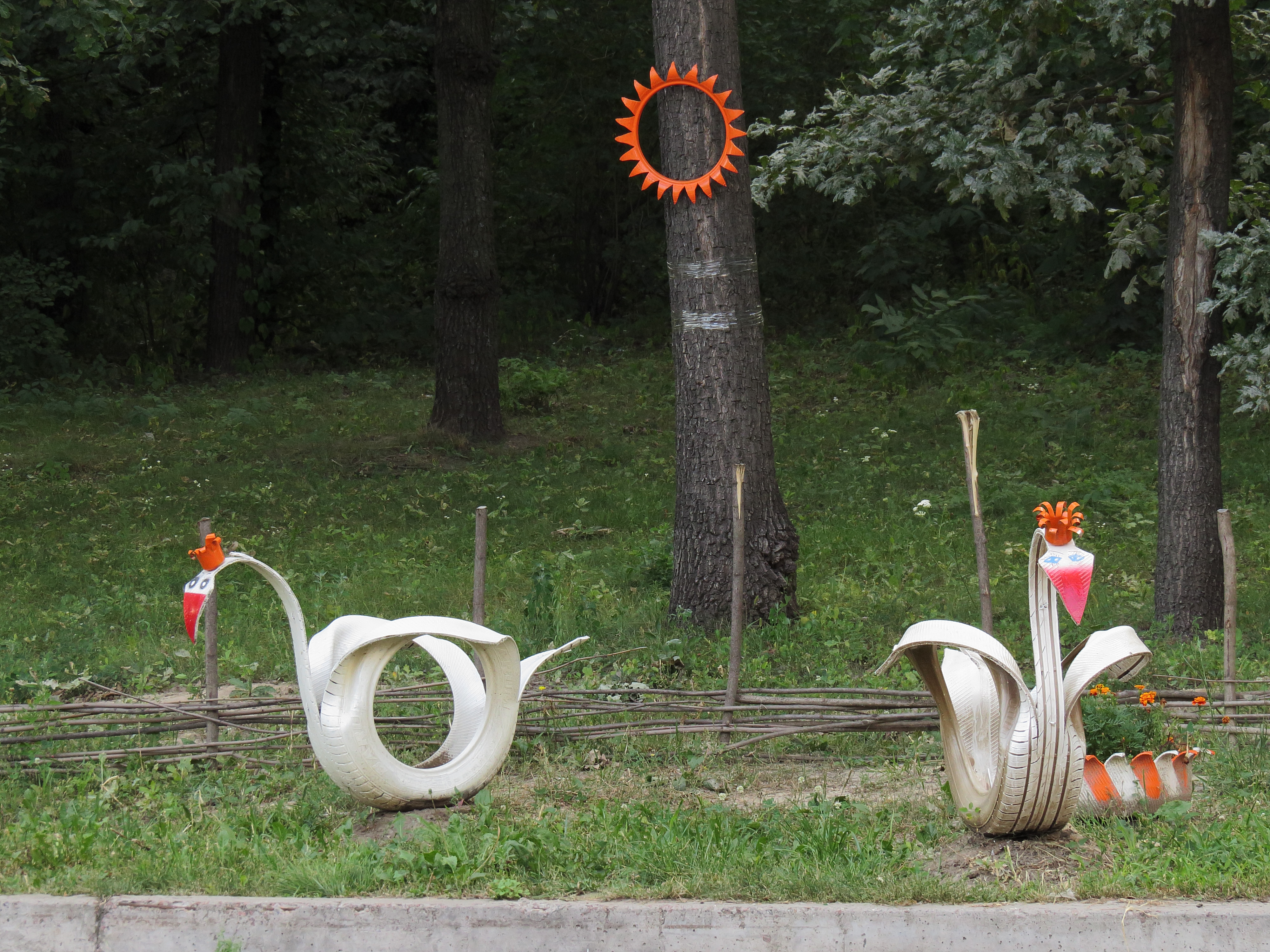
Лебеди из покрышек, окрестности Киева.
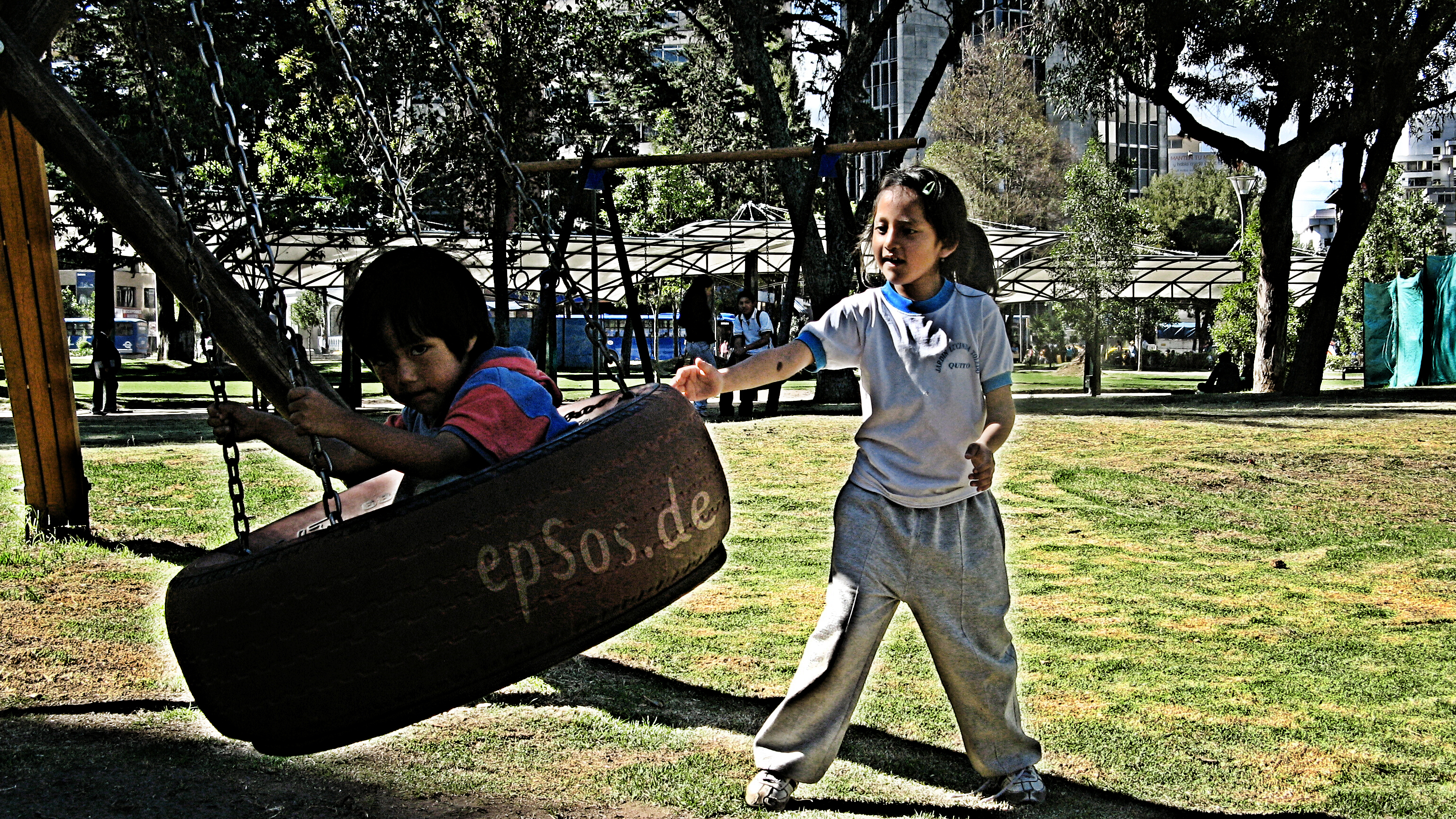
Качели из покрышек в Эквадоре.
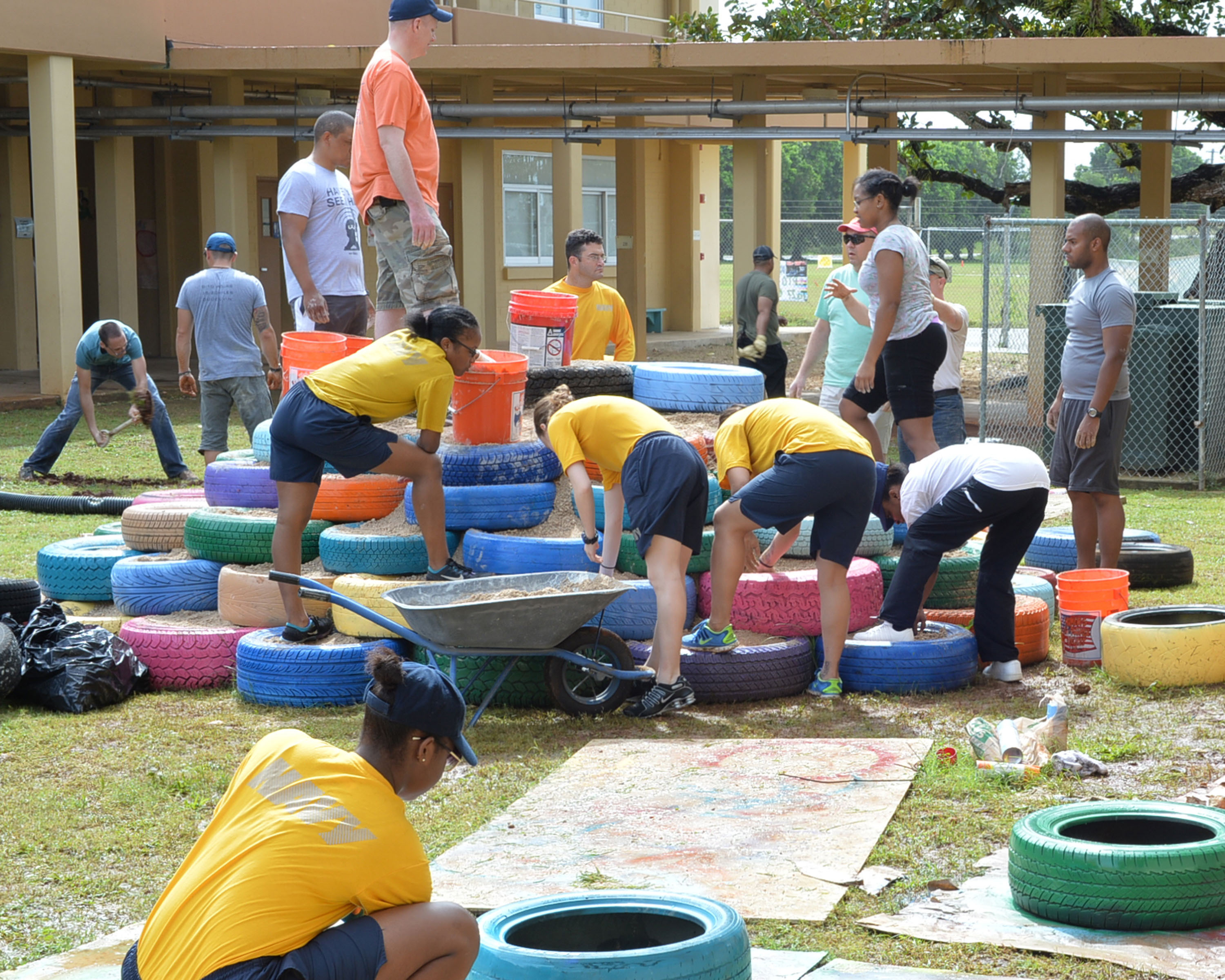
Военные моряки США строят из покрышек игровую площадку, Гуам.